# 高槻市駅
高槻市駅（たかつきしえき）は、大阪府高槻市城北町二丁目にある、阪急電鉄京都本線の駅。駅番号はHK-72。

## 概要

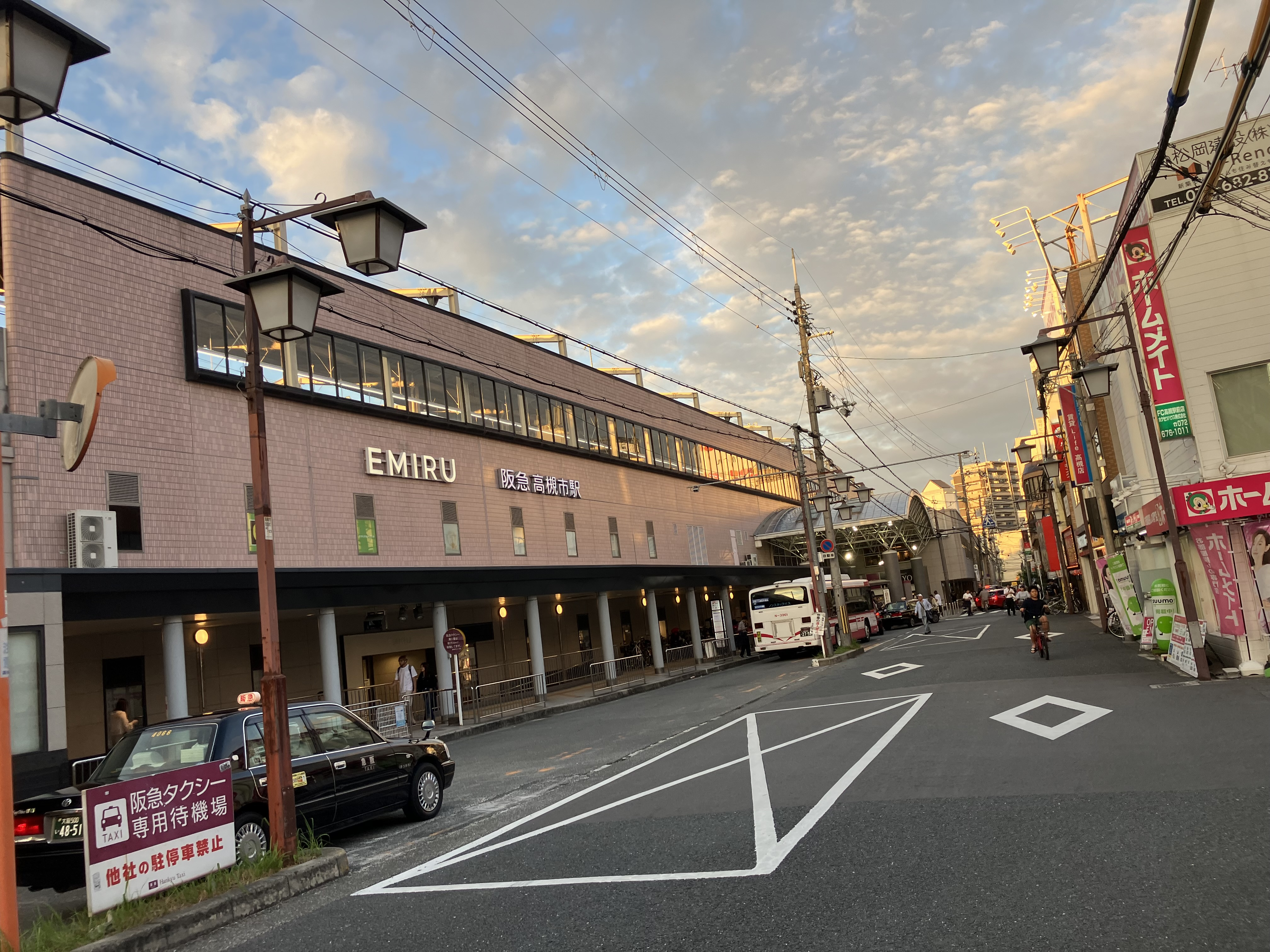
駅南側より

大阪梅田駅と京都河原町駅のほぼ中間に位置する、阪急京都本線の運行ダイヤ上の境界駅である。京都本線と相互直通運転を実施しているOsaka Metro堺筋線のOsaka Metro車両の通常ダイヤでの乗り入れは当駅までとなっており、また大阪梅田駅発の普通も昼間は全て当駅で折り返す。
駅長配置駅であり、相川駅 - 長岡天神駅の各駅を管理している。管区内の両端の駅間は24.5kmあり、阪急電鉄の全駅管区で最長かつ京都本線全体の半分以上となる。
東隣の上牧駅との駅間距離は4.3 kmで、阪急線内では最も長い（開業当時は大山崎駅まで7.1 kmにわたって駅がなかった）。また西隣の富田駅との距離も3.3 kmと、こちらも阪急線内ではかなり長い距離となっている。
土休日に運行される快速特急を除く全ての便が停車する利便性の高い駅ではあるが、近接するJR京都線の高槻駅には新快速・一部の特急が停車することもあり、当駅の乗降客数はJRの半分程度にとどまり、また茨木市駅と比較してもほぼ同程度となっている。
「阪急高槻（駅）」などと「市」を付けずに呼ばれることもある。

## 歴史
新京阪鉄道の淡路駅からの延伸時に暫定的な終点として開業し、同年中に再度延伸され途中駅となった。大阪と京都の中間に位置するゆえ開業時より主要駅の1つとされていたが、この頃の高槻はまだ市制を敷いていなかったため、当時の駅名は「高槻町駅」であった。戦時中の市制施行に伴い現在の駅名となる。

### 連続立体交差事業
戦後より高槻市街地の開発が進行し人口が急増、このためラッシュ時の混雑を緩和する必要があり駅の高架化が企図されてきた。1980年（昭和55年）には朝夕のみ稼働する定期券専用改札口を設置するなど臨時の対策を講じていたが、翌年3月より連続立体交差事業が進められることとなった。
事業区間は芥川 - 桧尾川間2,814m。用地確保に困難を極めたことから駅構内の引き上げ線や1号線が使用出来なくなるなど運行上大きな影響を及ぼしており、また道路環境の変化により市営バスも大幅な経路変更を実施している。
本事業以前は駅周辺の道路整備もそれほど進んでいなかったが、1991年（平成3年）6月にはけやき通り（JR高槻駅 - 高槻市役所前交差点）が、1993年（平成5年）10月には阪急みずき通（旧浄因寺踏切 - 旧八丁畷踏切付近）がそれぞれ本格供用を開始し大きく改善されている。
上下線の高架化に併せて周辺10箇所の踏切が除却され、また駅前広場が整備されるなど駅周辺の交通流も円滑化している。
工事の全工程は1994年（平成6年）に完了した。

### 全種別停車駅へ
1940年代後半〜50年代前半には神戸本線や天神橋駅（現在の天神橋筋六丁目駅）からの特急の途中停車駅となっていた。
元々利用者の多さに加え京阪間の中間に位置するという地理的条件もあって、1956年（昭和31年）に新設された京阪間ノンストップ特急の停車駅からは外れていたものの1961年（昭和36年）に朝ラッシュ時のみ新設された通勤特急は当初から京阪間の途中駅では唯一停車していた。
その後、JR新快速への対抗もあって1997年（平成9年）より他の京阪間主要駅に先立って特急が停車するようになり、全営業列車停車駅となった。
2008年秋から運行されている、行楽期の嵐山方面への臨時直通列車は当駅には停車しない。この時点ではまだ定期列車は全便停車していたが、2011年のダイヤ改正で定期運行される当駅通過種別（快速特急）が運行開始。現在は平日のみ全列車停車駅となっている。

### 年表
- 1928年（昭和3年）
  - 1月16日：新京阪鉄道の淡路駅 - 高槻町駅間延伸と同時に高槻町駅（たかつきまちえき）として開業[3][6]。
  - 11月1日：新京阪鉄道が京都西院駅（現在の西院駅）まで延伸[3]。途中駅となる。
- 1930年（昭和5年）9月15日：会社合併により京阪電気鉄道新京阪線の駅となる[3]。
- 1943年（昭和18年）
  - 1月1日：高槻町の市制施行に伴い高槻市駅に改称[1][3]。
  - 10月1日：会社合併により京阪神急行電鉄（現在の阪急電鉄）の駅となる[3]。
- 1949年（昭和24年）12月1日：新京阪線が京都本線に改称され、当駅もその所属となる[3]。
- 1961年（昭和36年）1月16日：新設された通勤特急の停車駅となる。
- 1967年（昭和42年）1月：豊中駅とともに全国初の多能式券売機を設置[7]。
- 1969年（昭和44年）12月6日：大阪市営地下鉄堺筋線開業に伴い、相互直通運転開始。大阪市交通局車両の折り返し駅となる（河原町駅まで直通する堺筋急行は1979年（昭和54年）3月5日から運行開始）。
- 1972年（昭和47年）8月：ホーム有効長を160 mに延伸[8]。
- 1981年（昭和56年）3月25日：「阪急京都線高槻市駅周辺連続立体交差事業」に基づき高架化工事着工[9]。高架化工事中、構内引き上げ線が使用不能になるため、京都側（丸大食品工場裏付近）に高槻東信号所（引き上げ・折り返し用）が設けられた。また上り待避設備も使用不能となり、代替として富田駅に通過線が設置された。
- 1989年（平成元年）4月23日：下り線高架化[10]。
- 1991年（平成3年）5月17日：上り線高架化[11]。
- 1993年（平成5年）
  - 2月1日：終日禁煙となる[12]。
  - 10月1日：高架下の駅ビルが開業[13]。
- 1994年（平成6年）3月31日：「阪急京都線高槻市駅周辺連続立体交差事業」が竣工[14]。
- 1997年（平成9年）3月2日：全営業列車停車駅になる。
- 2011年（平成23年）5月14日：土曜日・休日に当駅を通過する快速特急の運転を開始し、全列車停車は平日ダイヤ時のみとなる。
- 2013年（平成25年）12月21日：駅ナンバリングが導入され、使用を開始[15][16]。
- 2016年（平成28年）12月5日：上りホーム上に「ネスカフェ スタンド」が開業[17]。
- 2020年（令和2年）
  - 6月22日：この日をもって駅ナカ商業施設「ミング阪急高槻」の営業を終了。翌月よりリニューアル工事を開始。
  - 11月20日：駅ナカ商業施設のリニューアル工事が完了。「エミル高槻」として営業を開始[18]。
- 2023年（令和5年）6月30日：この日をもって「ネスカフェ スタンド」が閉店[19]。

## 駅構造
待避可能な島式2面4線のホームを有する高架駅。
改札・コンコースは2階の1か所のみ。主要な駅にあるごあんないカウンター（かつての「サービスセンター」）や定期券売り場も設置されている。
ホームは3階にある。上下とも、ホームの大阪寄りに階段、中央付近にエレベーター、京都寄りにエスカレーターが設置されている。下りホームのみ、エスカレーターの横にも幅員の狭い階段がある。
トイレは改札内にある。
同時期に2面4線で高架化された茨木市駅との区別のため、ホーム上の支柱や待合室の屋根付近がオレンジ色に塗装されている。
京都河原町寄りに引き上げ線があり、当駅で折り返す普通が主に使用する。
かつては両ホームともエレベーター付近に売店があった（上りホームは2016年以降は「ネスカフェ スタンド」となった）がいずれも閉店となり、2024年現在は上りホームにはプライベース空席状況モニターが、下りホームには自動販売機コーナーが設置されている（自販機コーナー付近の3号線側に下りのプライベース空席状況モニターもある）。
4号線の京都側には保線作業車用の線路も分岐している。

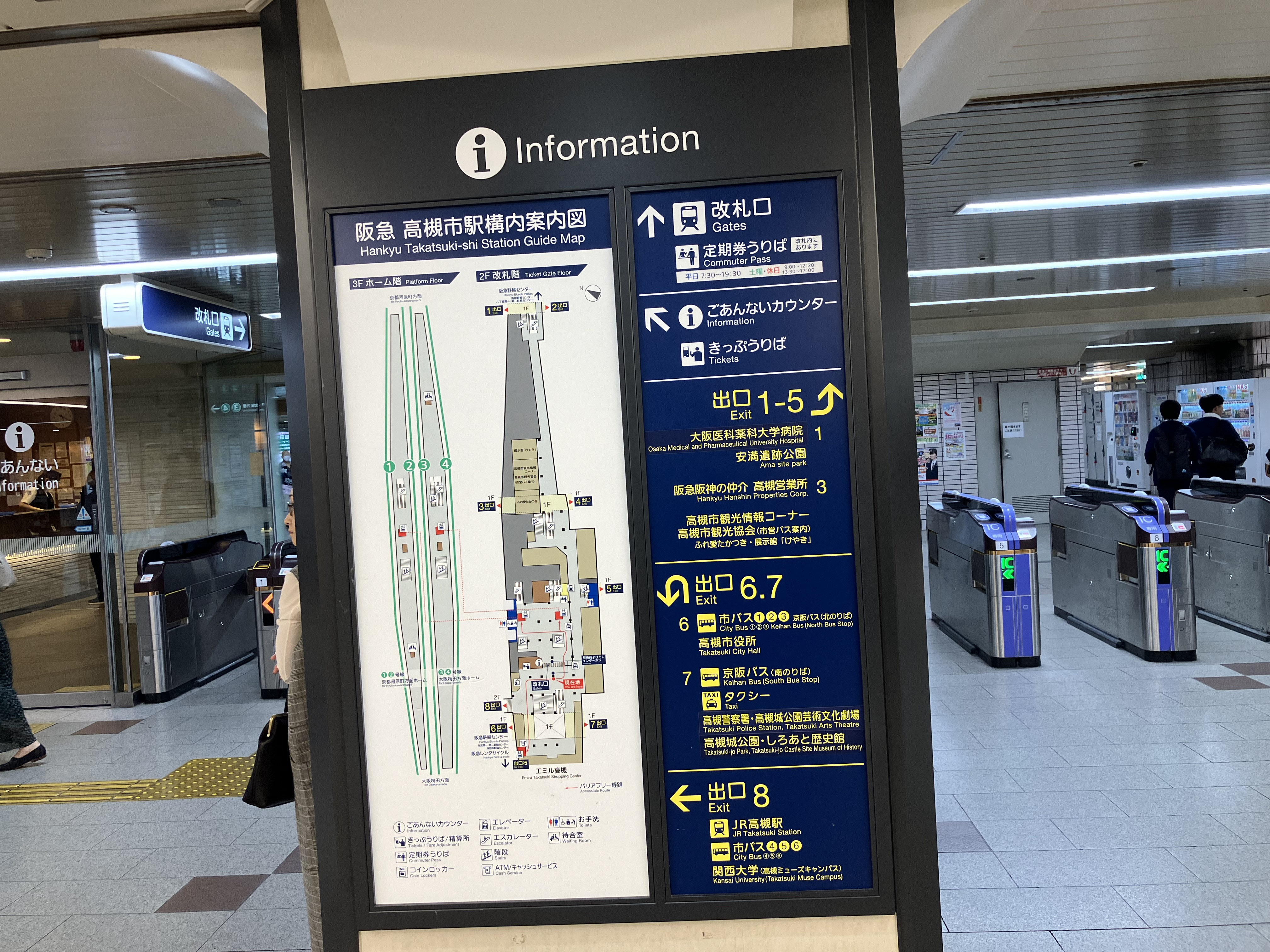
構内案内図
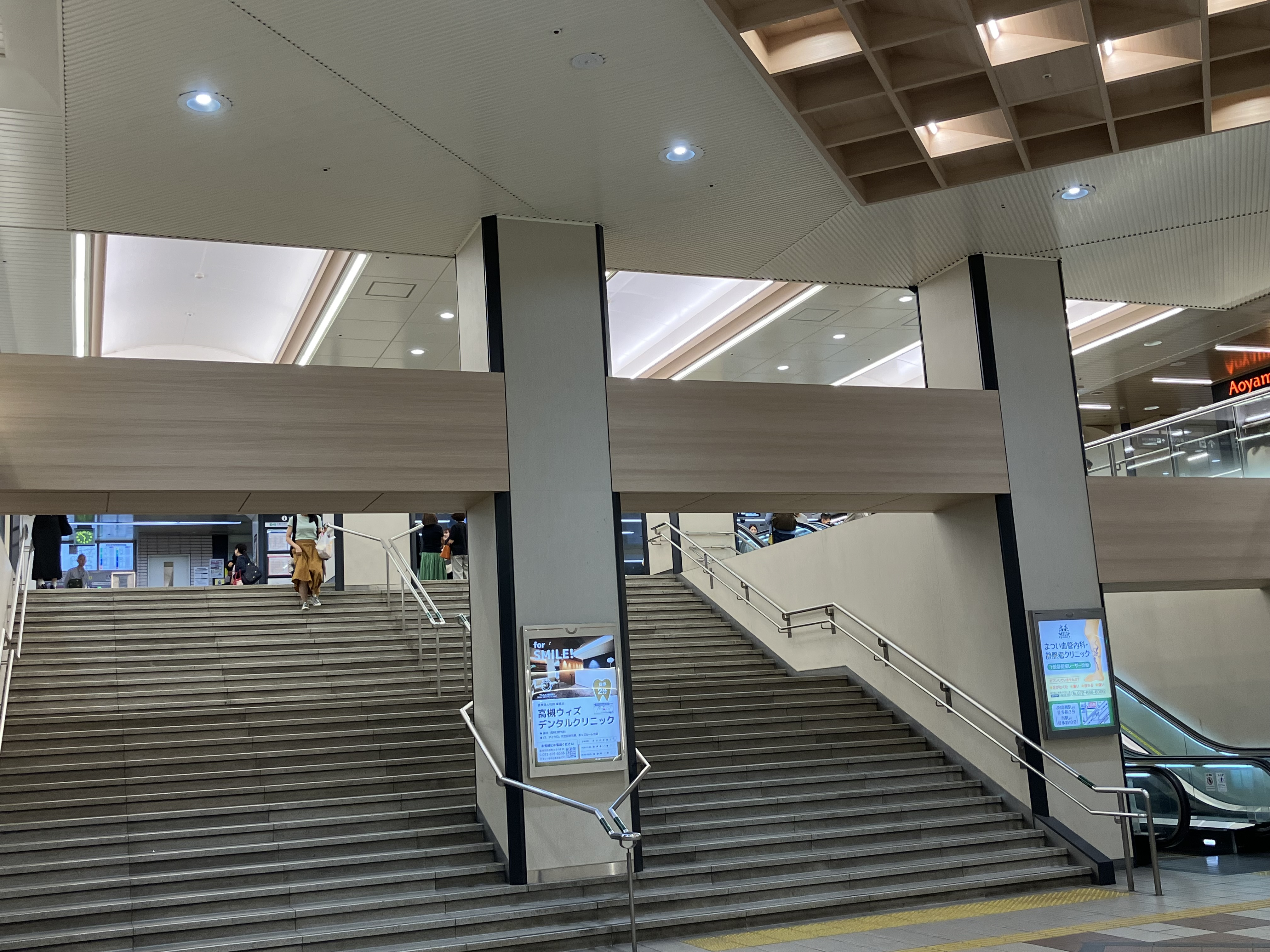
地上階 - 改札階の階段・エスカレーター
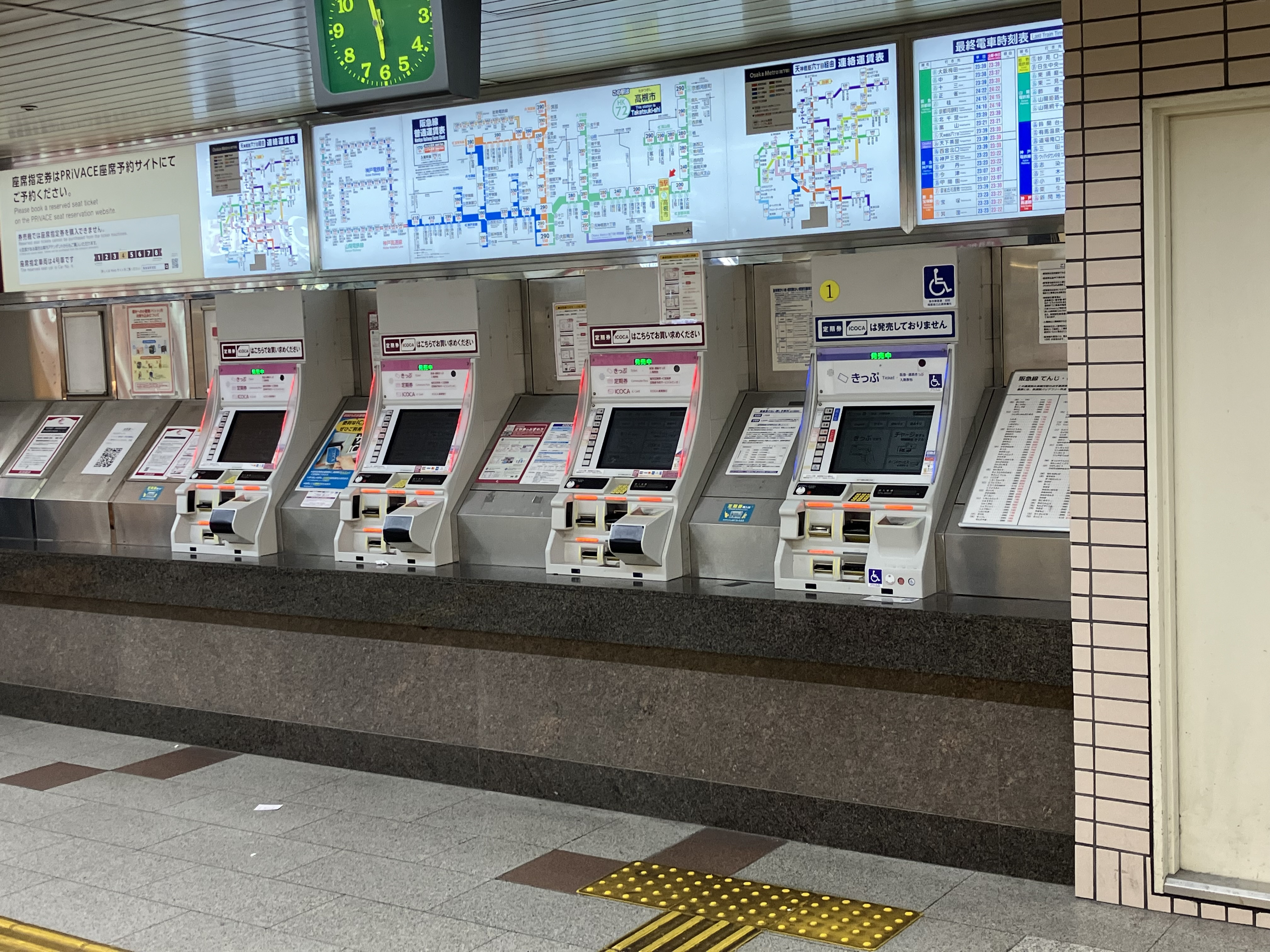
券売機
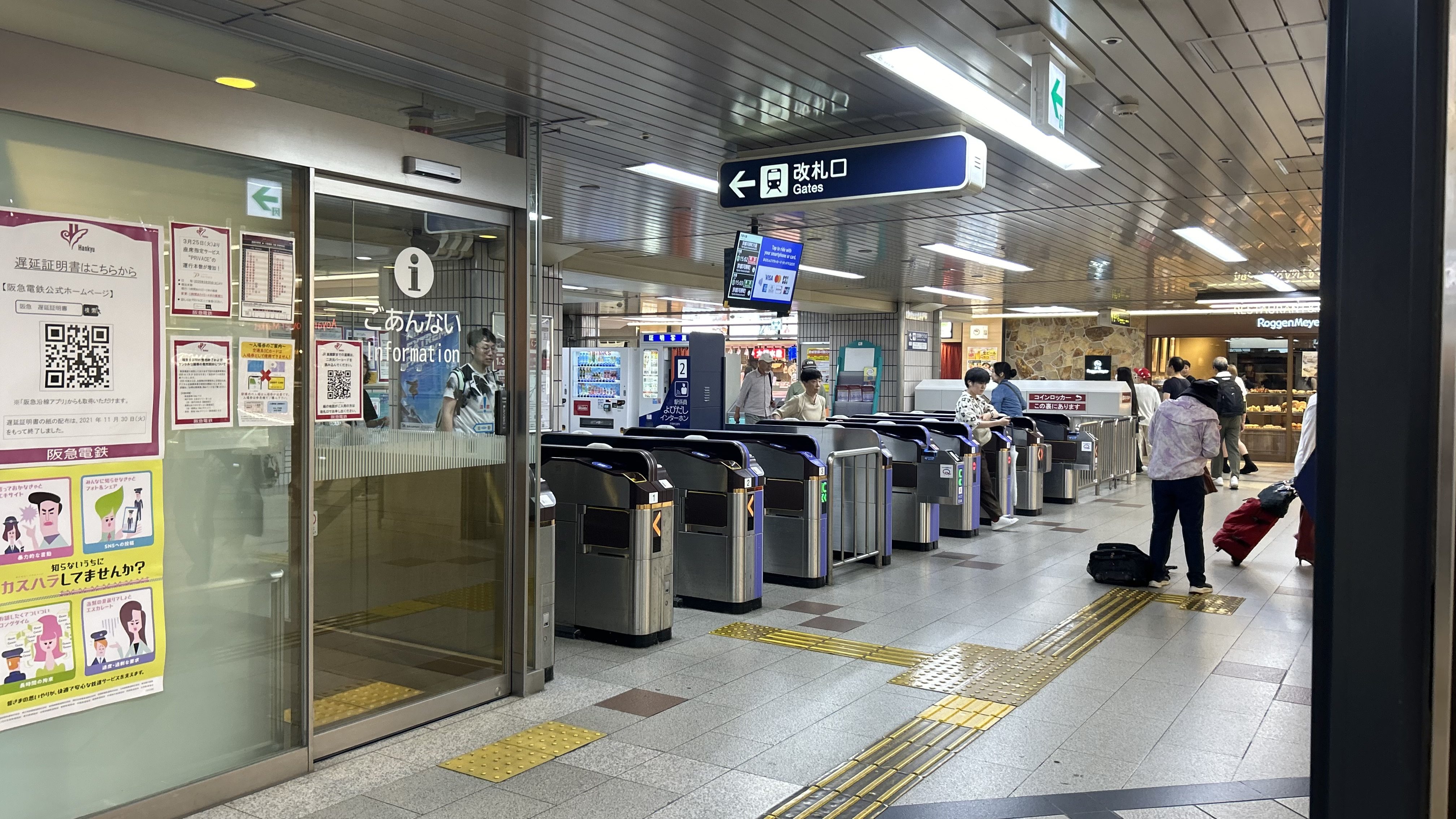
改札口
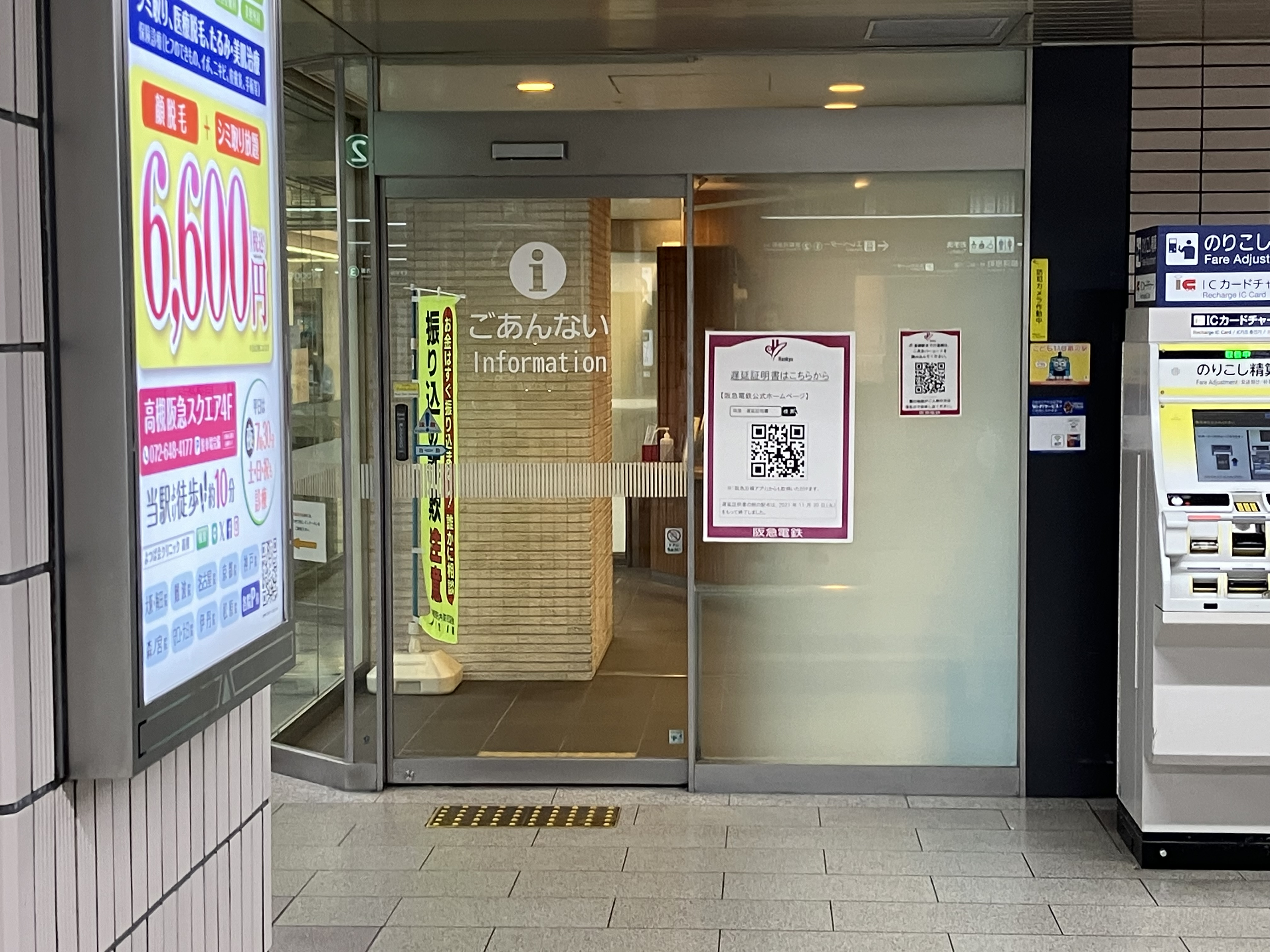
ごあんないカウンター
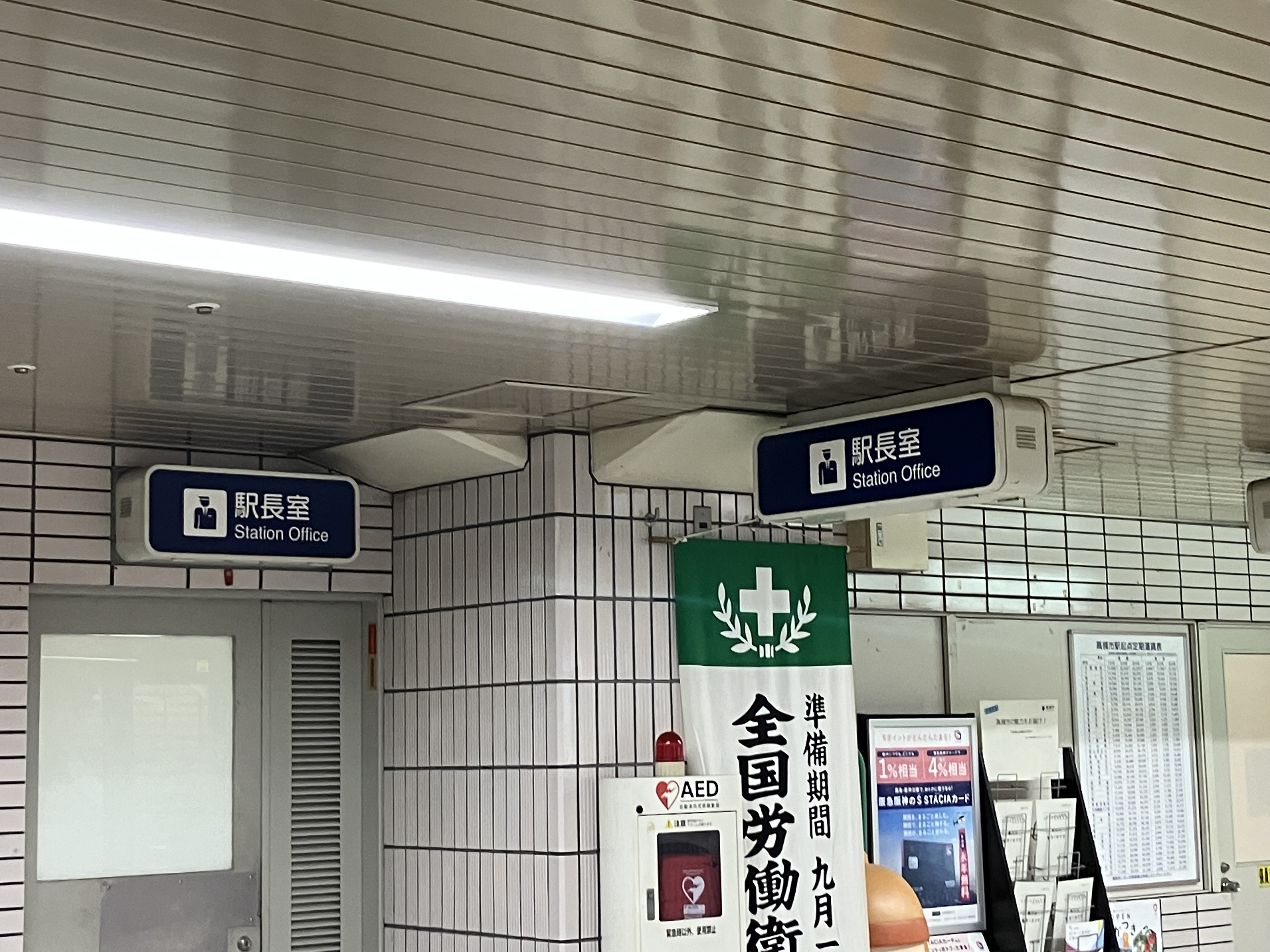
駅長室
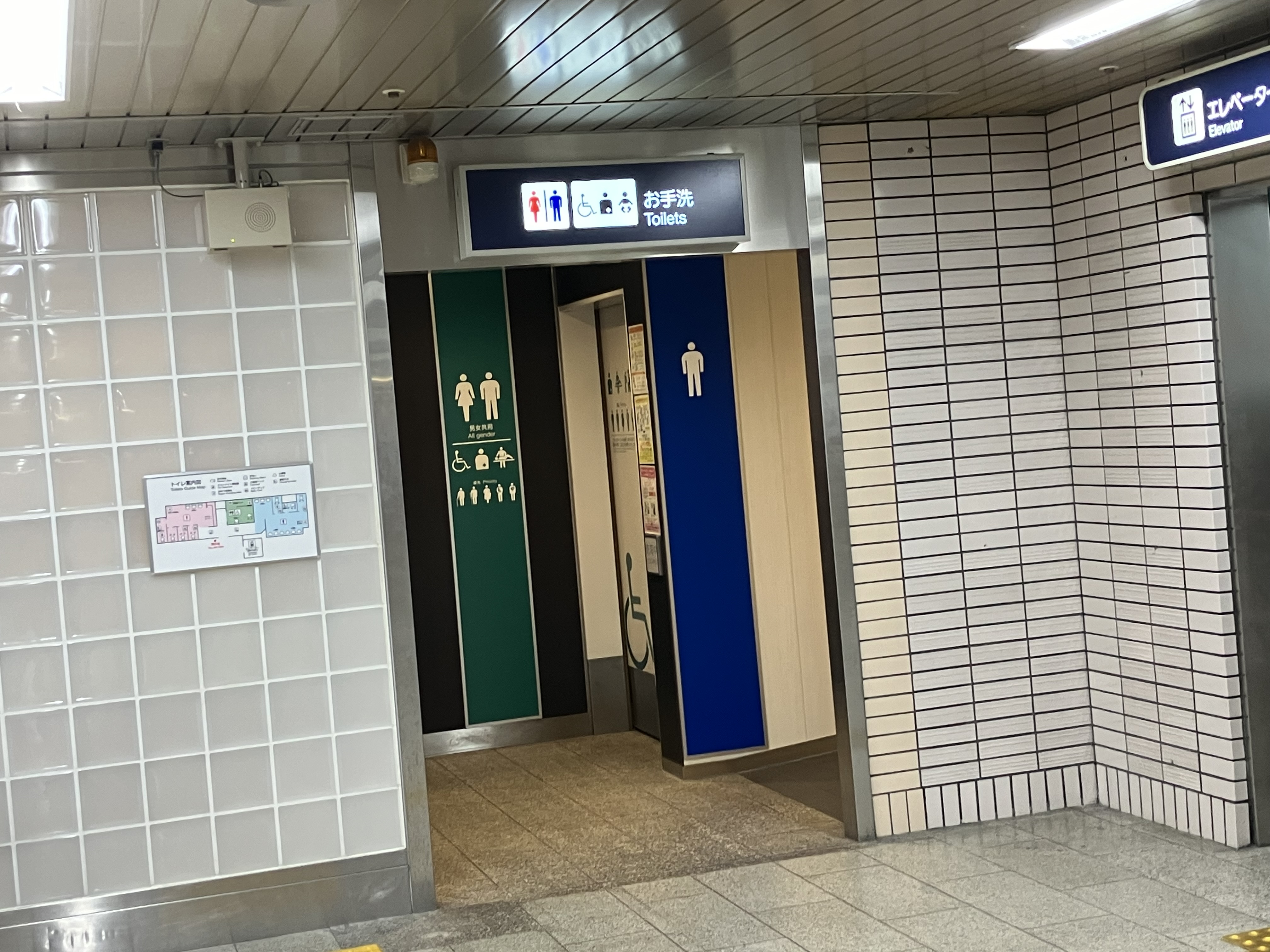
改札内トイレ
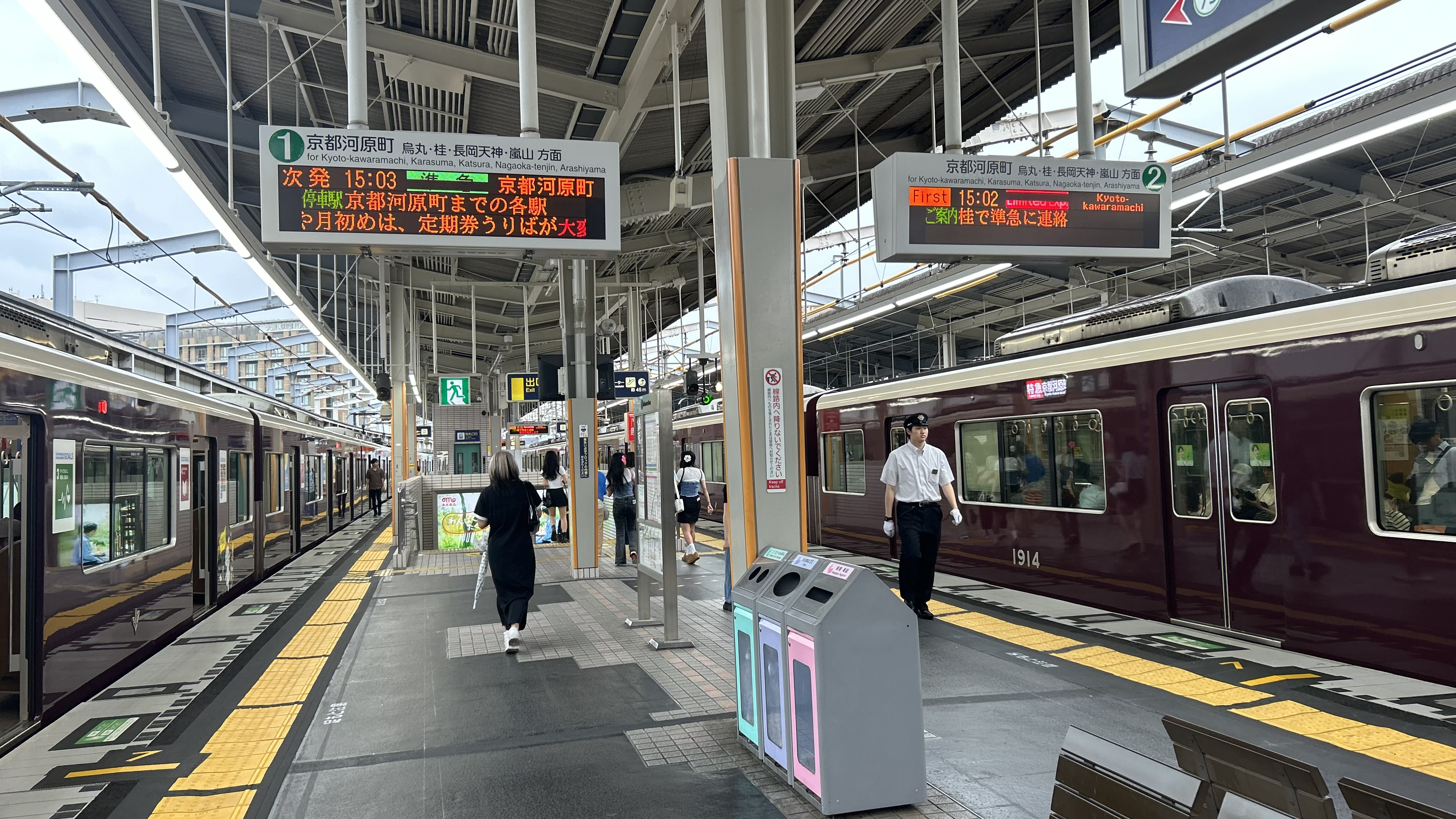
1・2号線ホーム
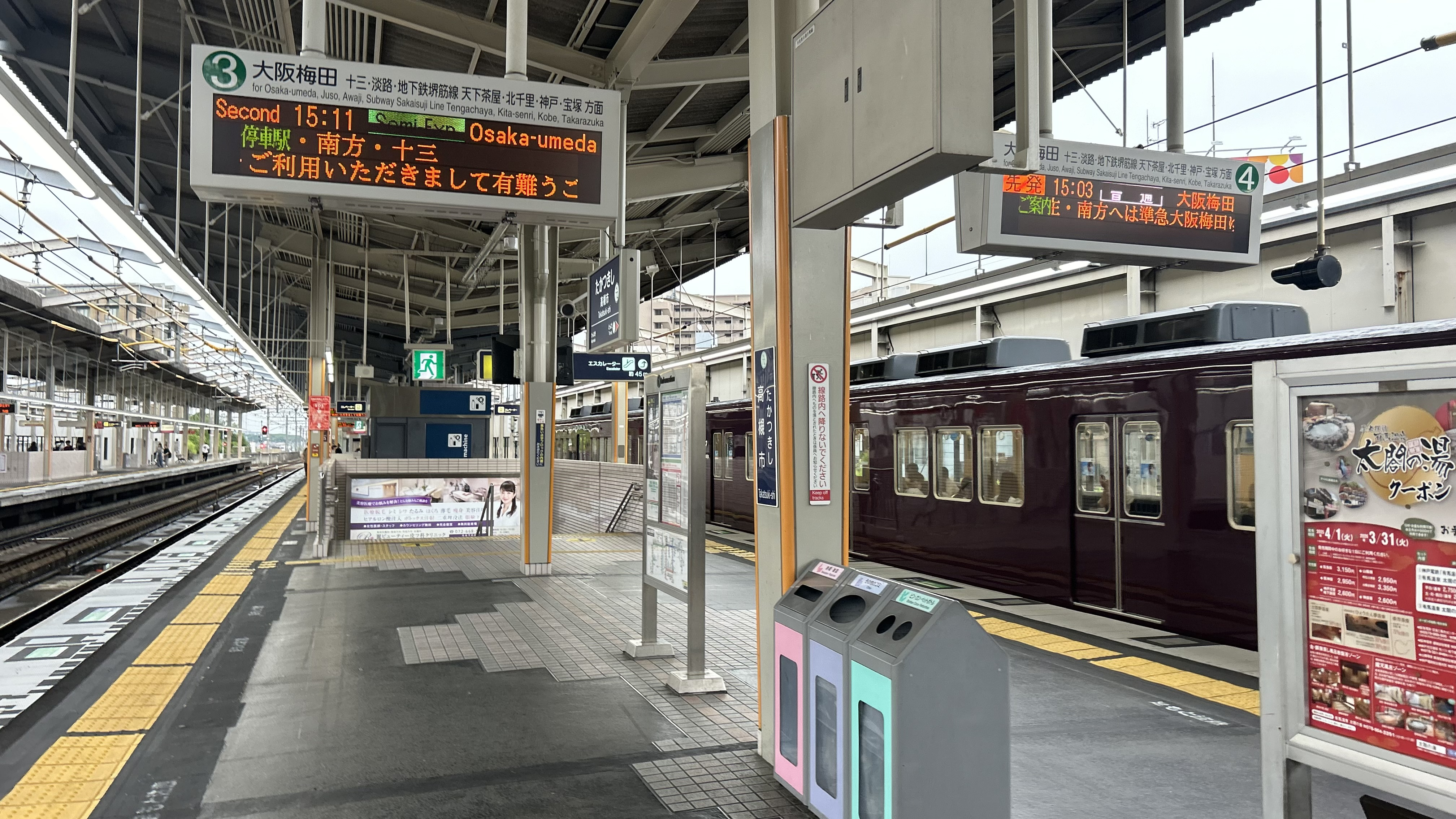
3・4号線ホーム
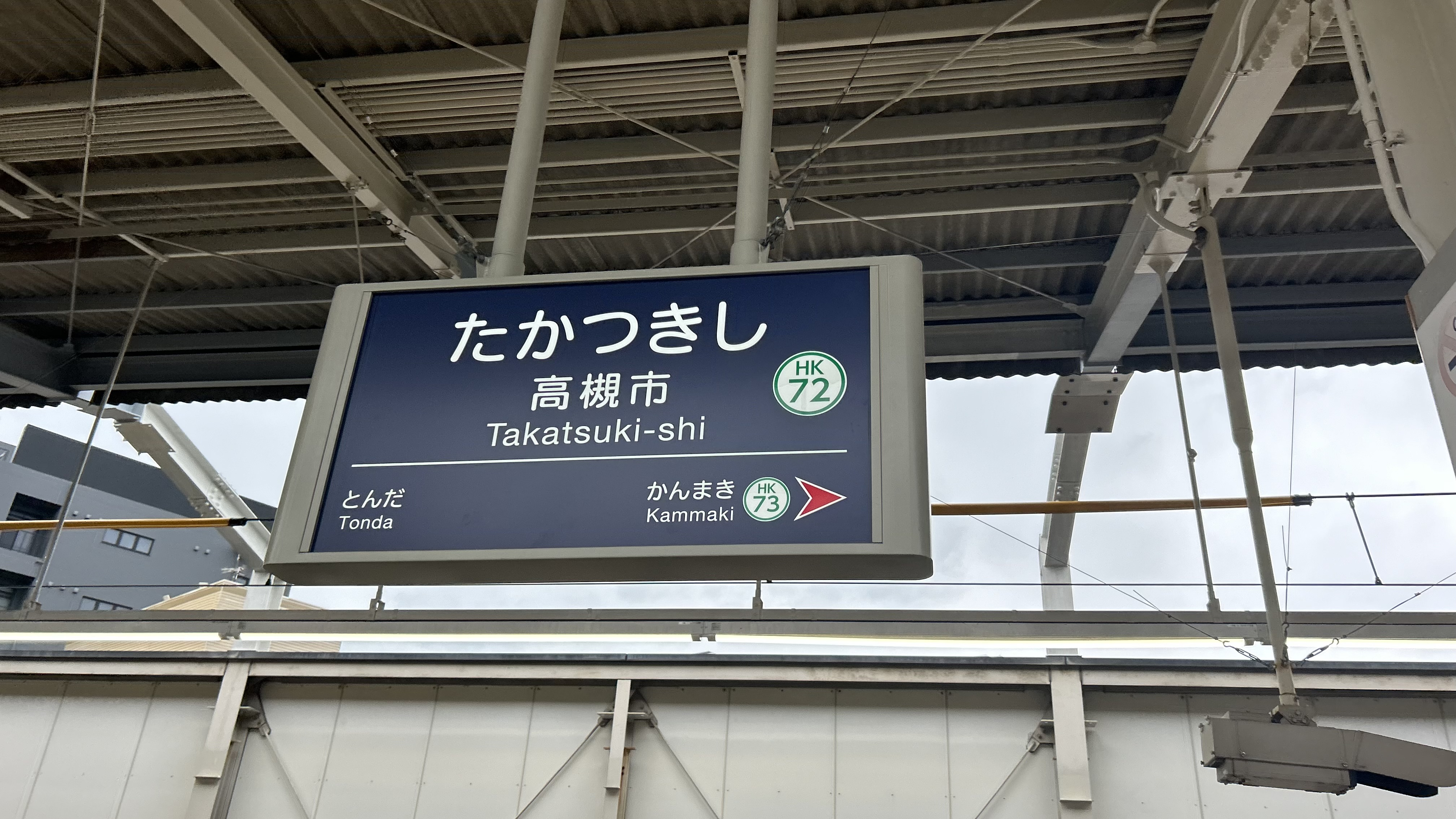
駅名標
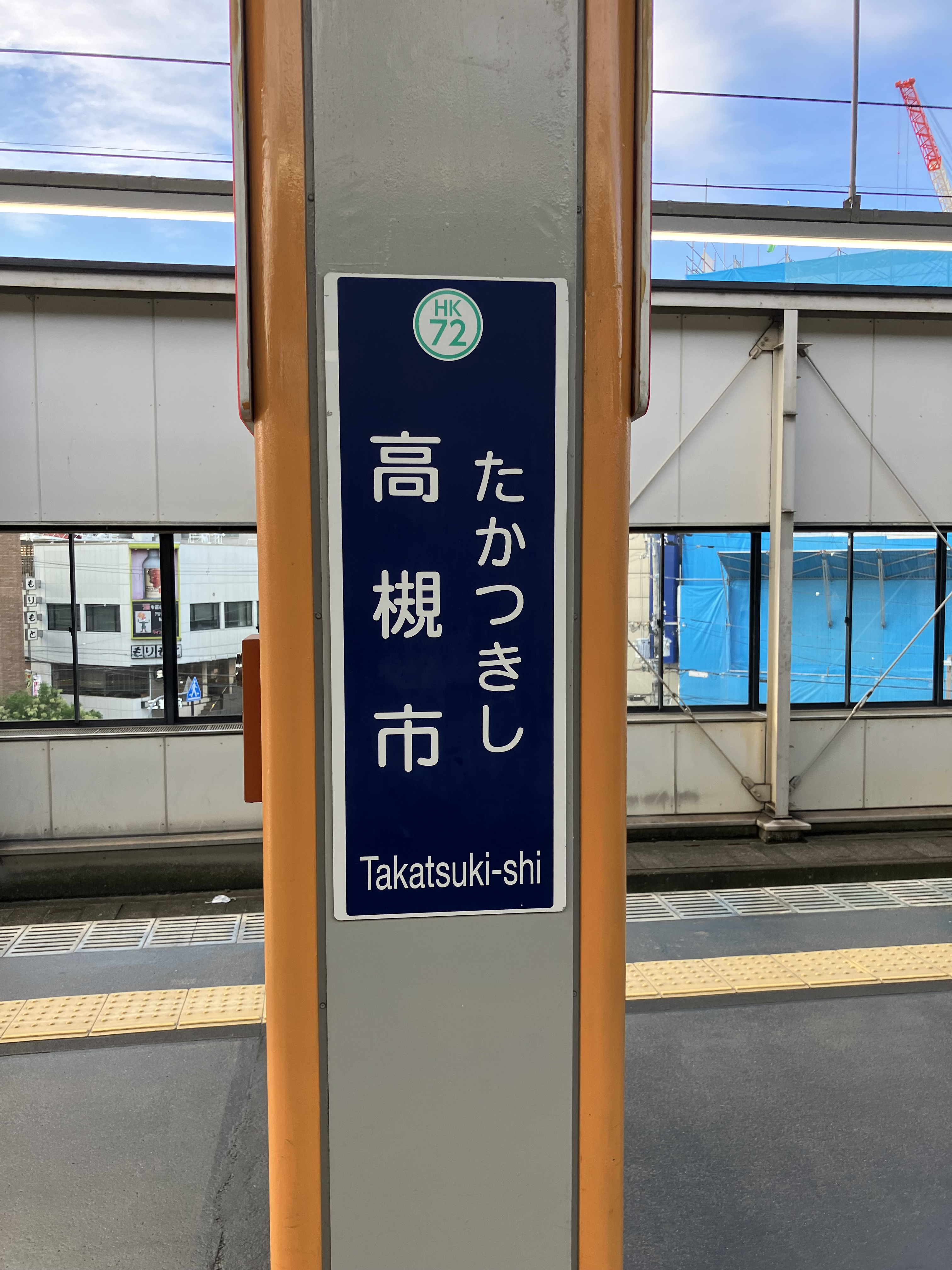
オレンジ色に塗装されたホーム支柱
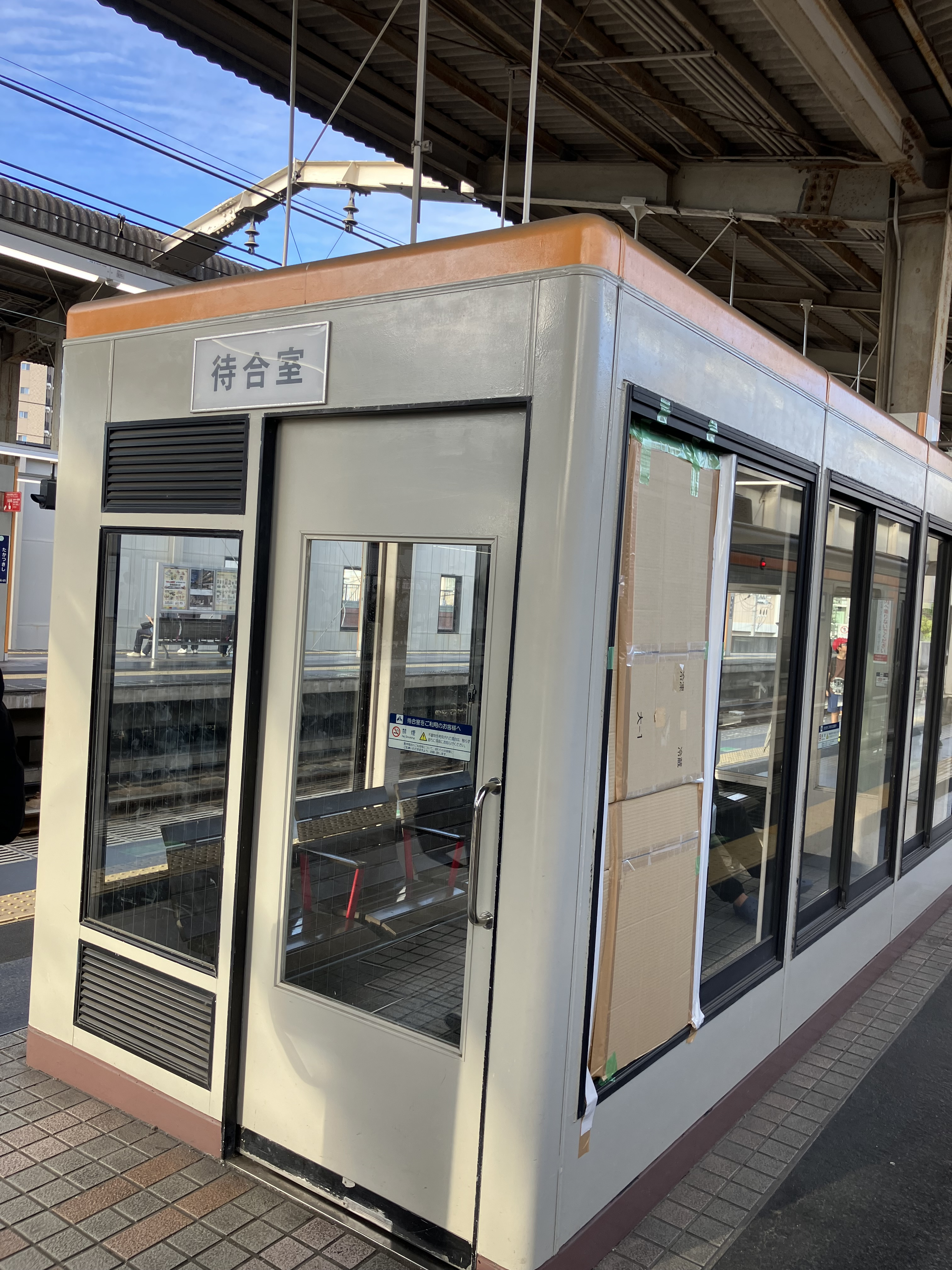
下りホーム待合室
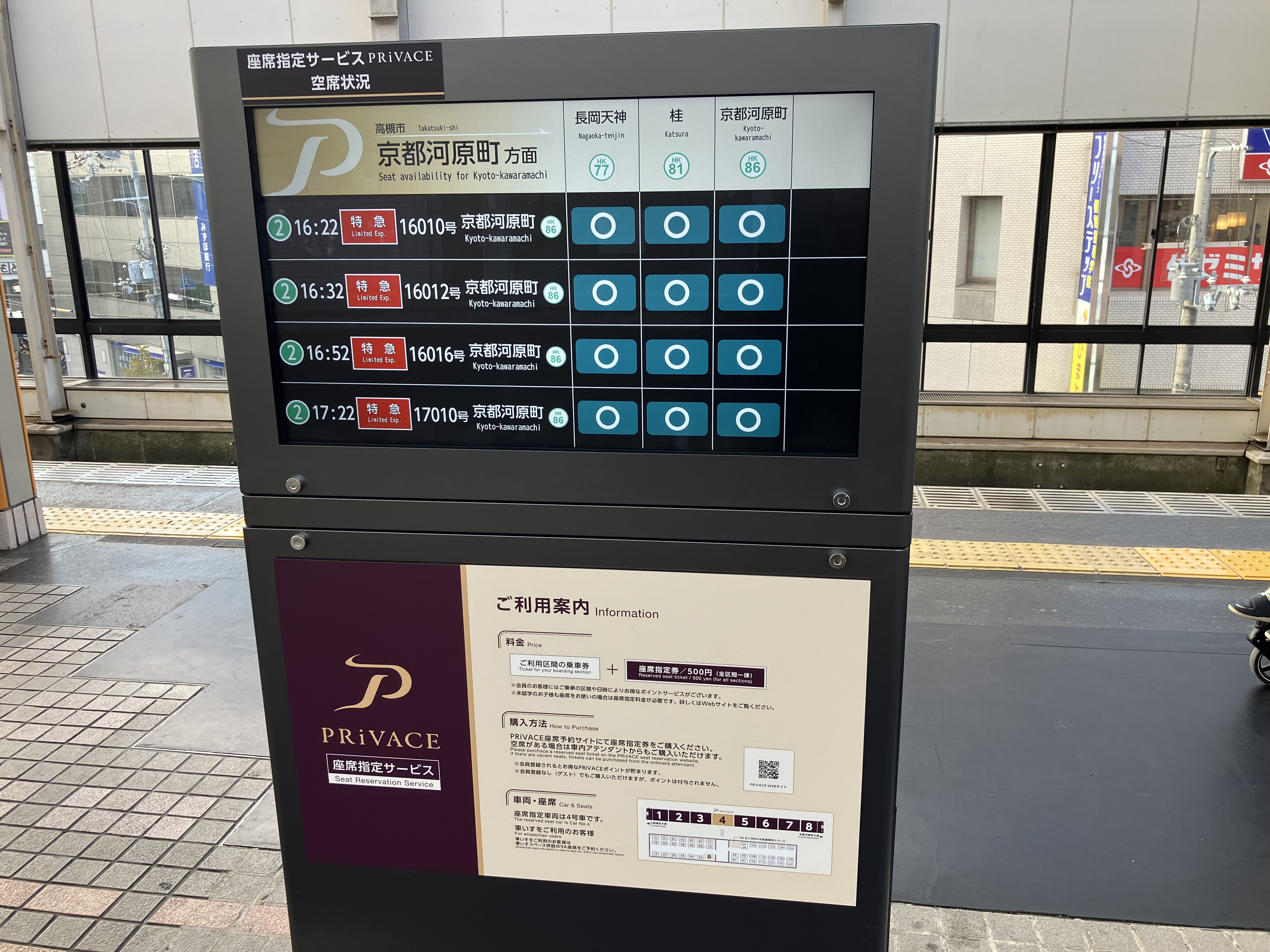
上りホームのネスカフェスタンド跡に設置されたプライベース空席状況モニター
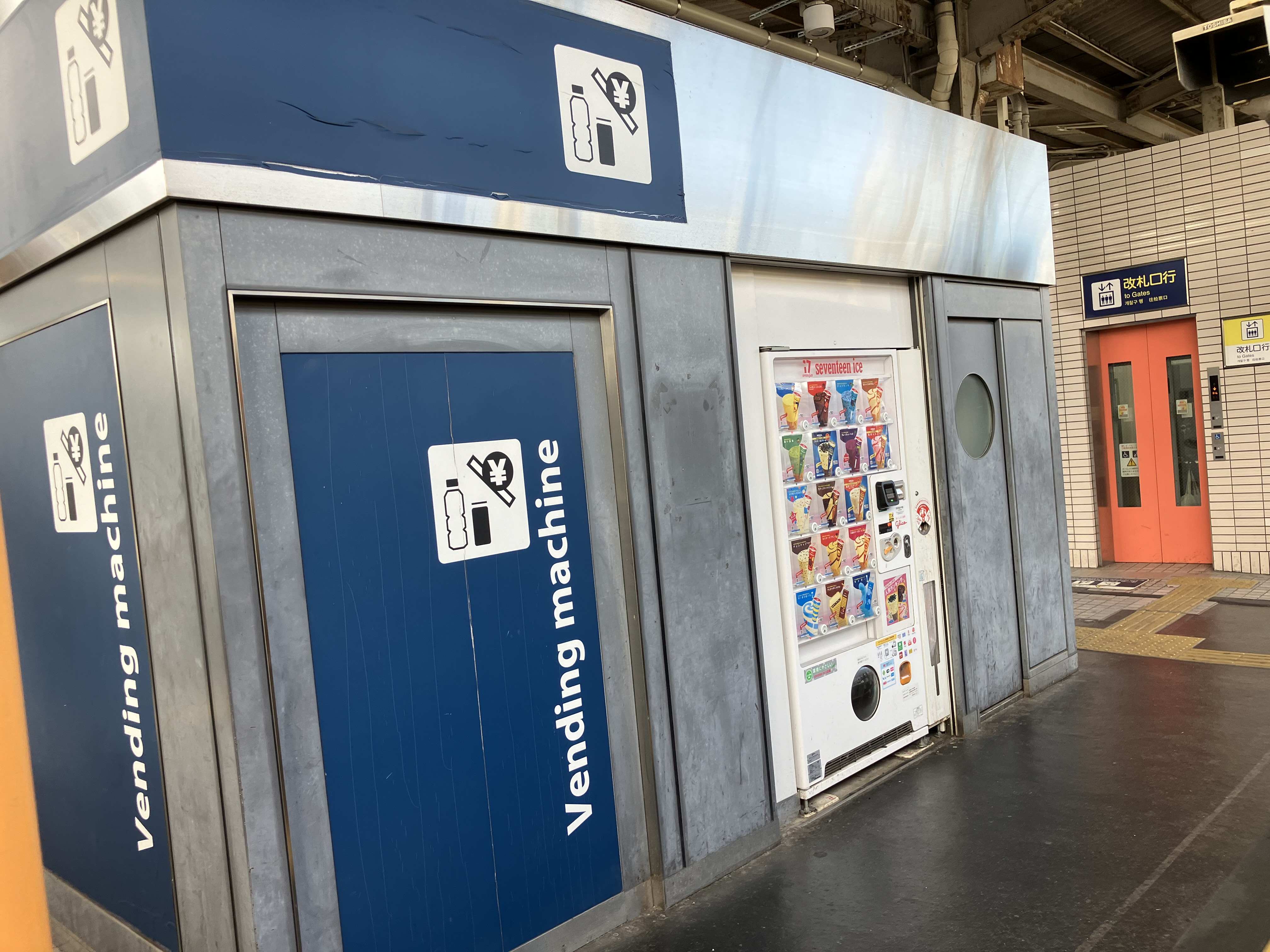
下りホームの自動販売機コーナー
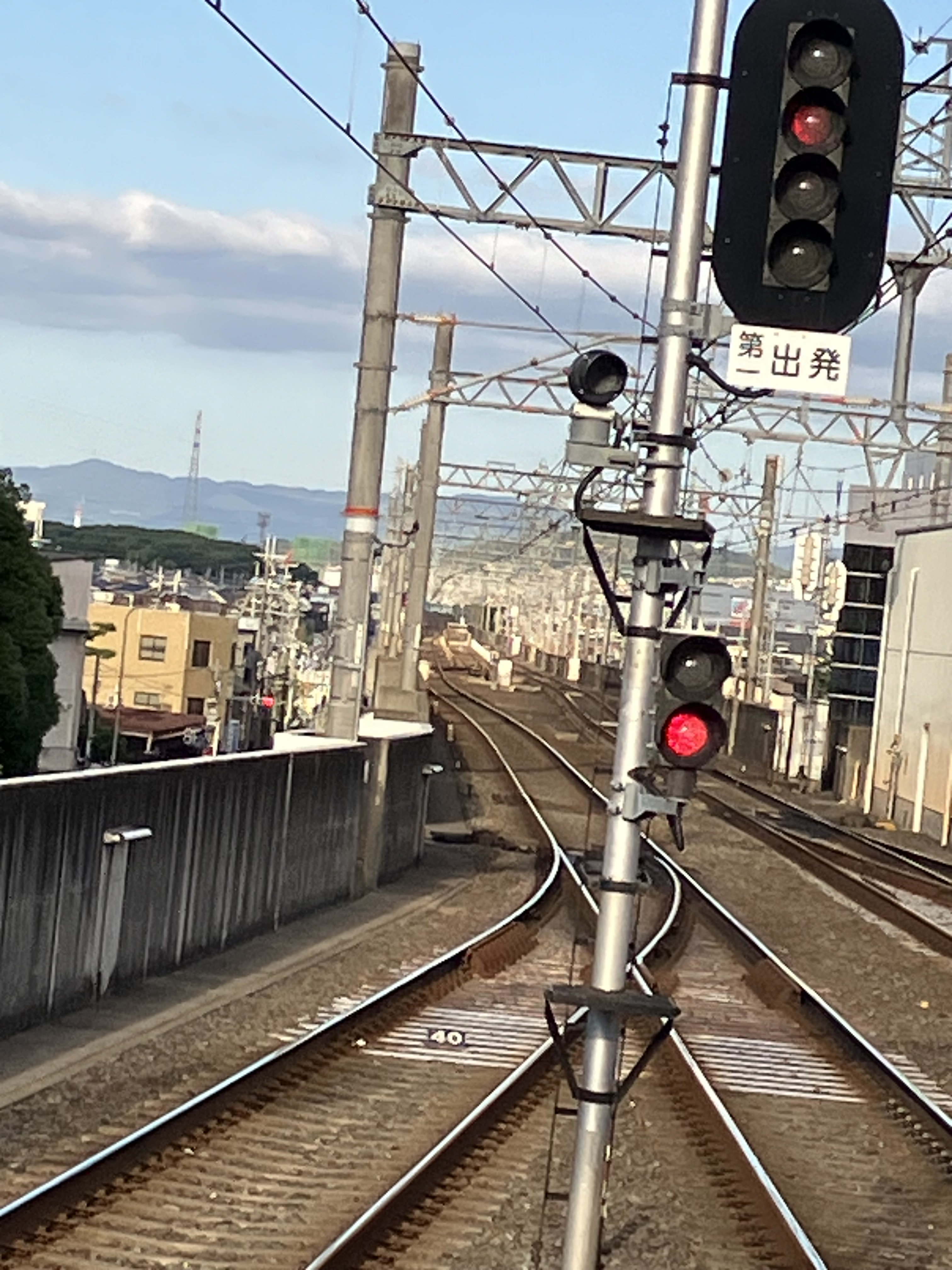
引き上げ線
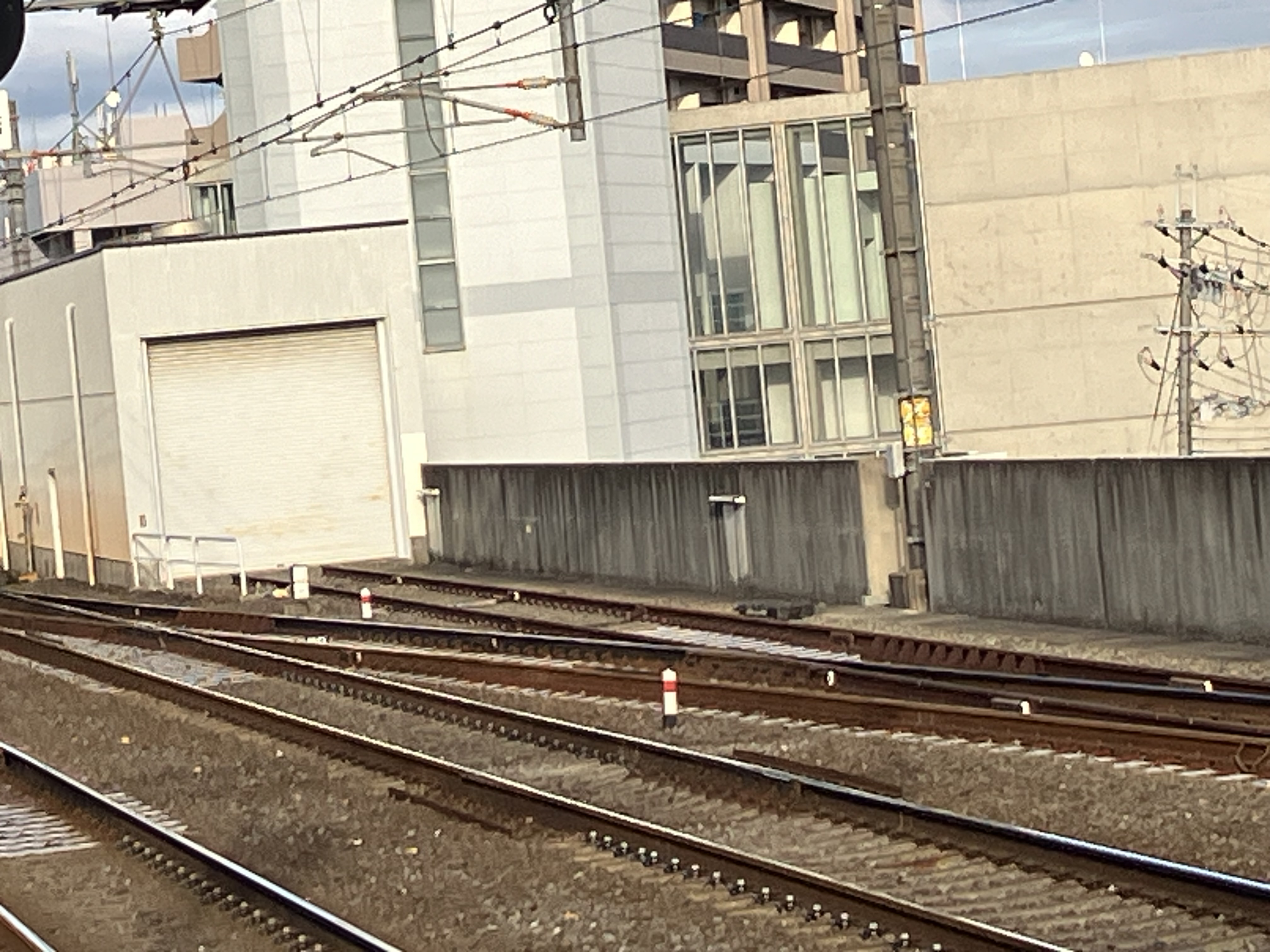
作業車用待避線

### のりば
| 号線 | 路線      | 方向 | 行先                                                   |
| ---- | --------- | ---- | ------------------------------------------------------ |
| 1・2 | ■京都本線 | 上り | 長岡天神・桂・烏丸・京都河原町・嵐山方面               |
| 3・4 | ■京都本線 | 下り | 淡路・十三・大阪梅田・天下茶屋・北千里・神戸・宝塚方面 |

※内側2線（2号線と3号線）が主本線、外側2線（1号線と4号線）が待避線である。

### 配線図

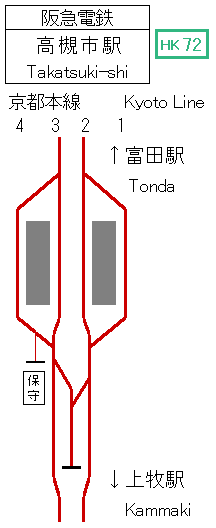
配線図

### 出入口
当駅の出入口にはは1 - 8の番号が設定されている（上掲の構内案内図も参照）。駅京都寄りから番号が付されており、ほぼ同位置の出入口は北口側から振られている（例：1号出入口と2号出入口の場合、北口側が1号・南口側が2号）。
最も京都寄りの1号出入口は大阪医科薬科大学や阪急高槻駐輪センターの付近に位置する。
南側の5号出入口は対となる出入口が存在しない小規模なものであるが、付近には改札外トイレがある。
8号出入口は2階から北口への歩道橋（市営バス4 - 6番のりば・JR高槻駅方面）に直結している。
階段・エスカレーターは1・2号、3・4号、6・7号出入口付近それぞれに整備されているが、エレベーターが整備されているのは最も京都寄りかつ改札口に近い6・7号のみ。5・8号出入口は階段のみで、エスカレーターもスロープも整備されていない。

6号出入口は市営バス1 - 3のりばに、7号出入口は京阪バスおよび阪急タクシーのりばに直結している。

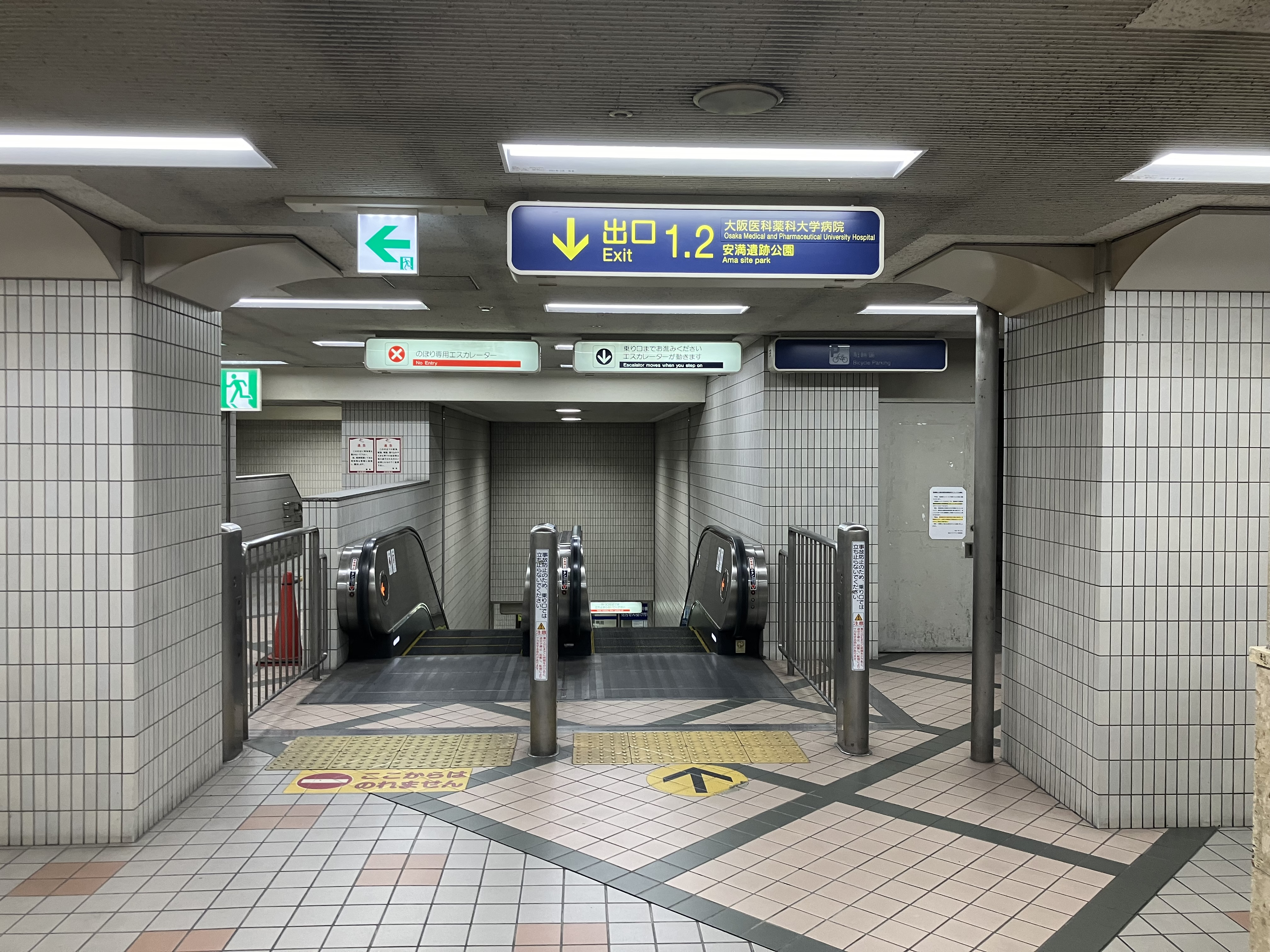
1・2号出口へのエスカレーター
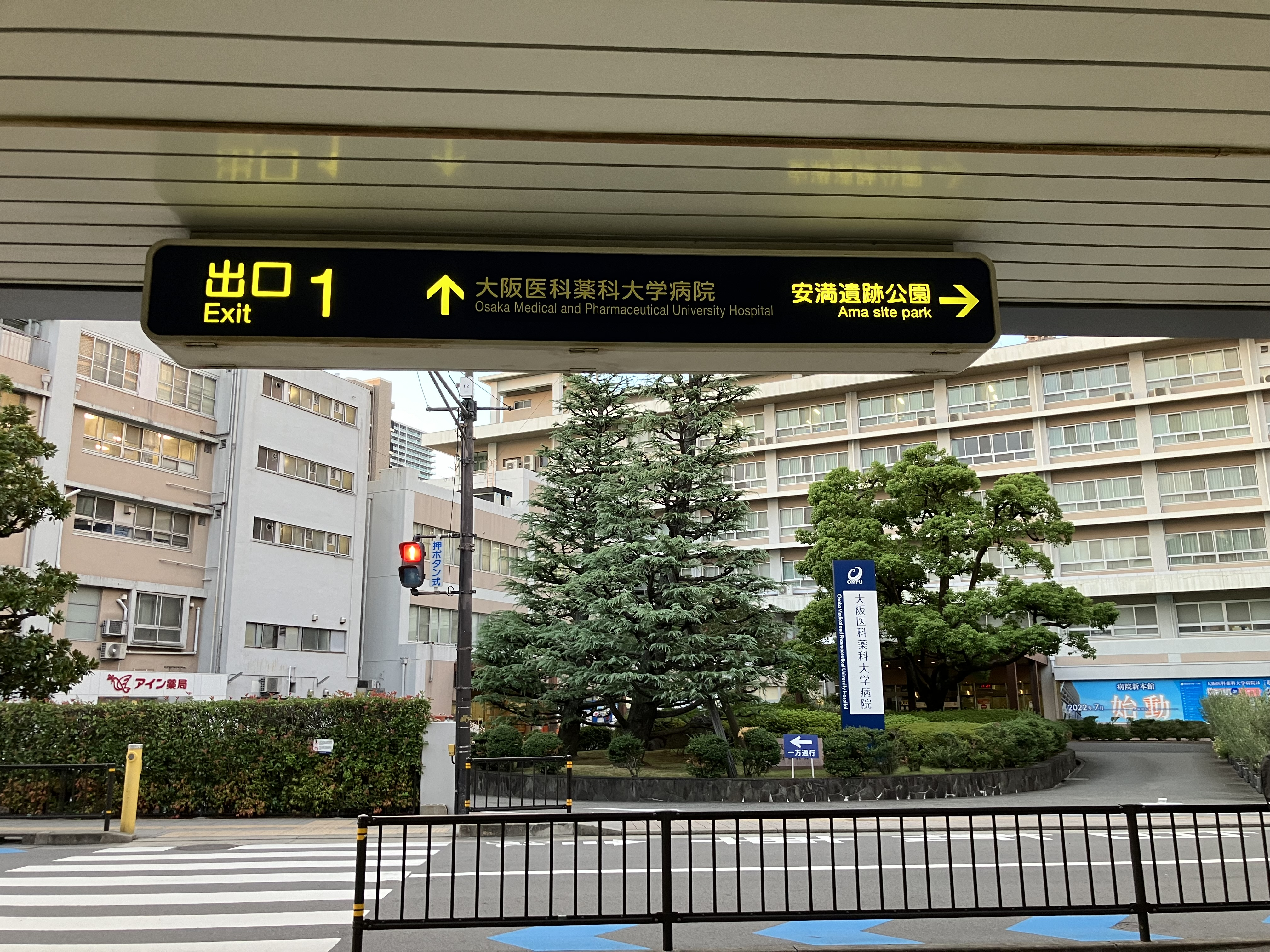
1号出口
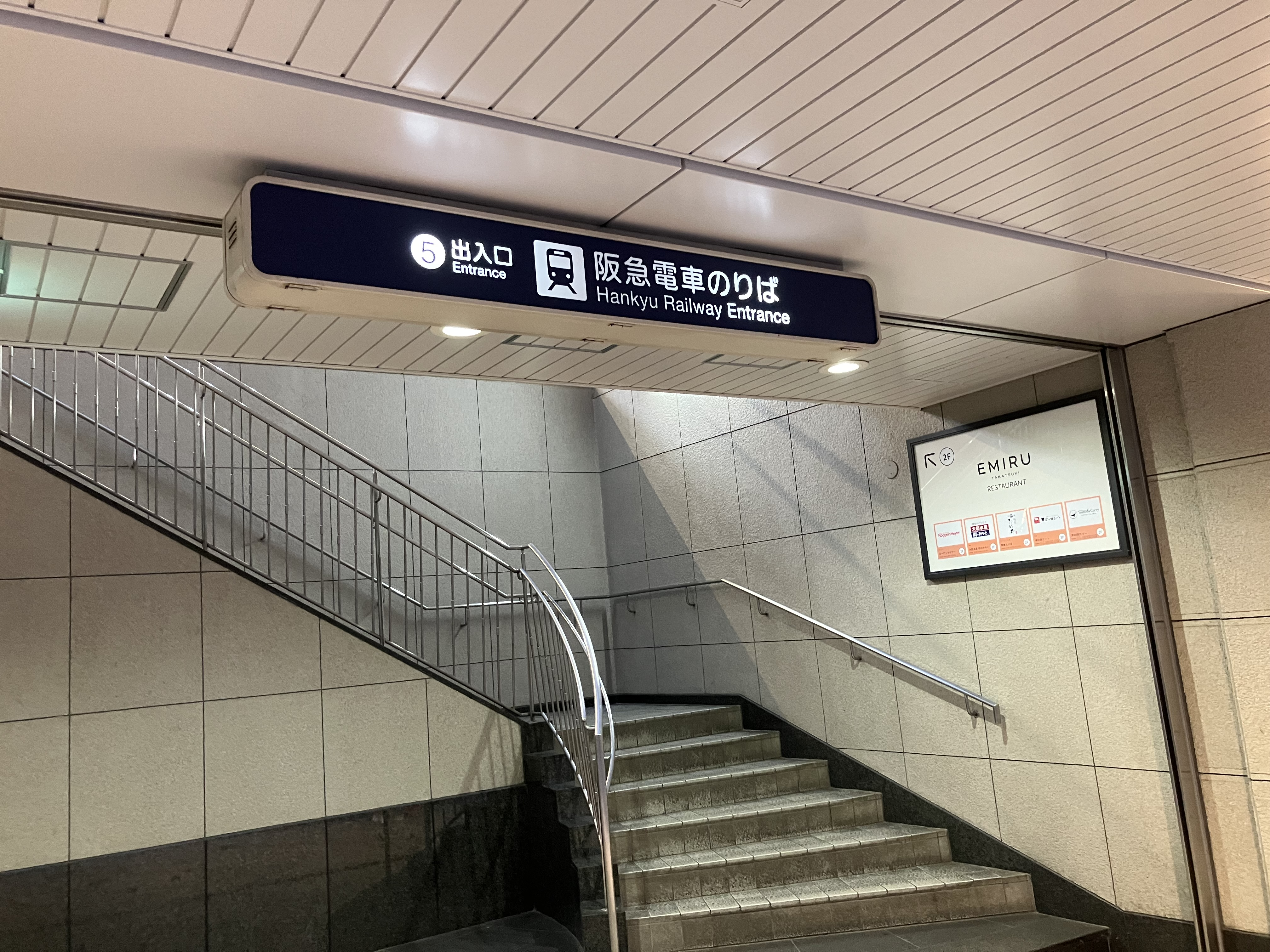
5号出入口
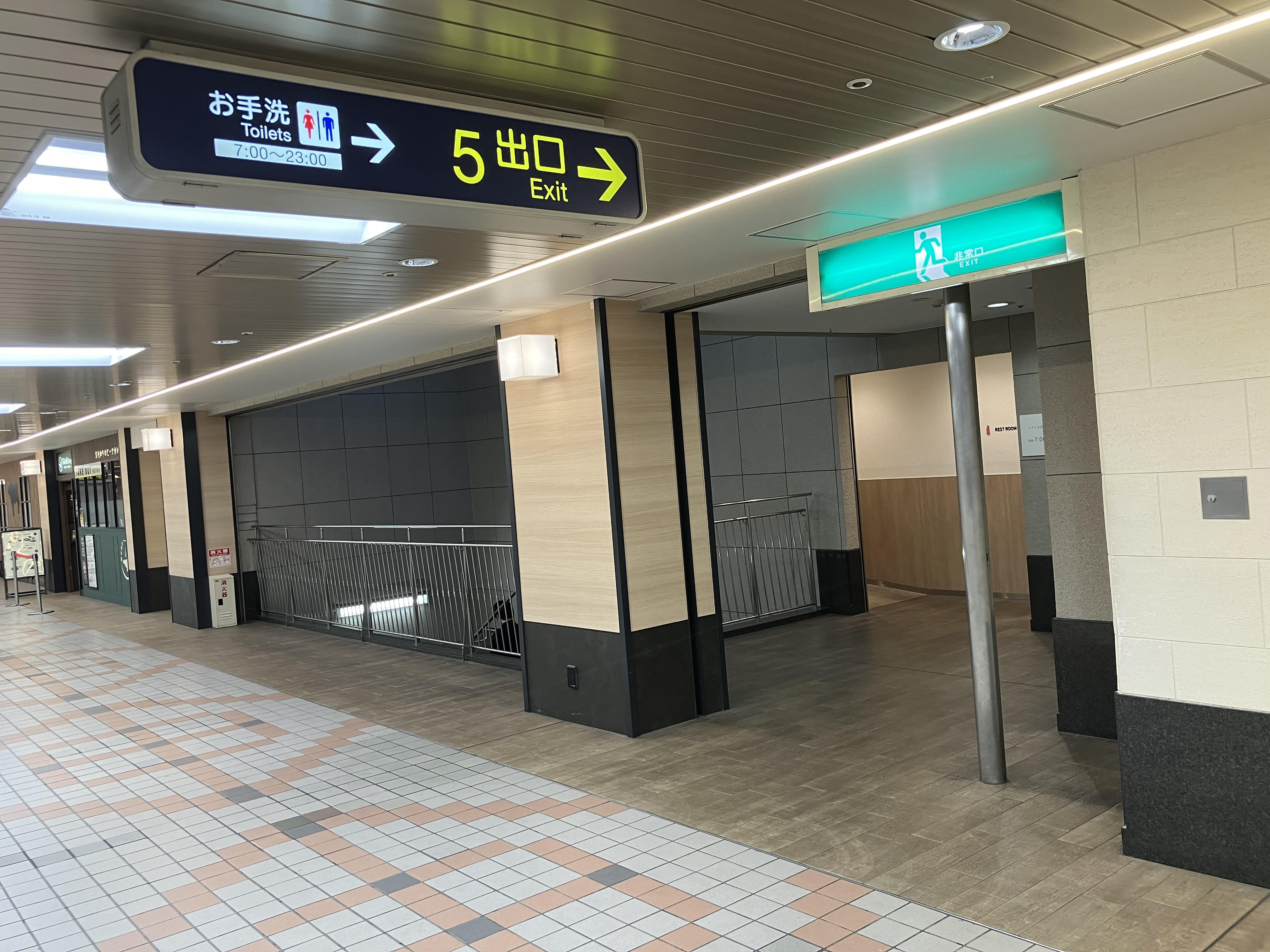
5号出口（駅構内から）
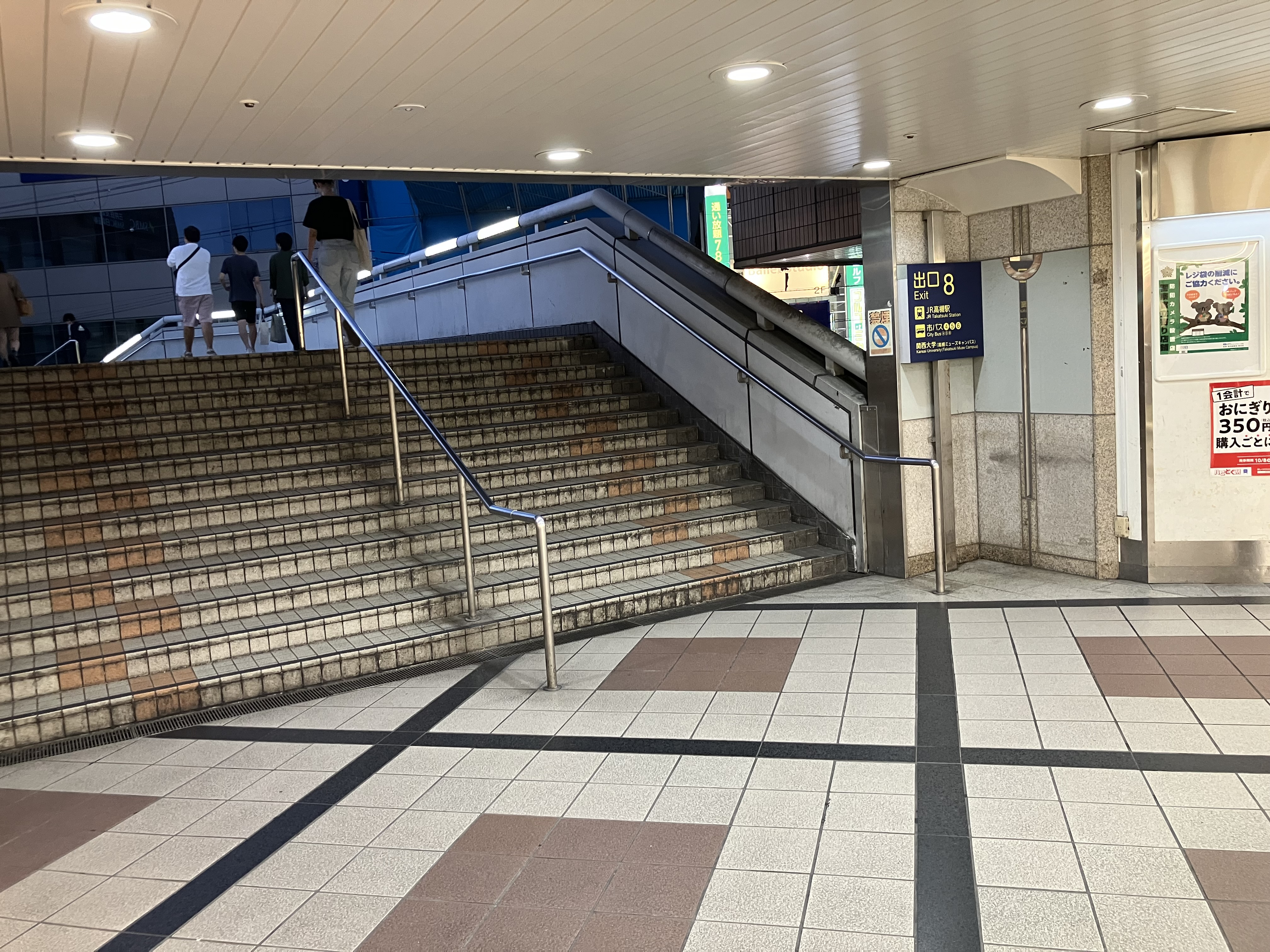
8号出口

## 高架下商業施設

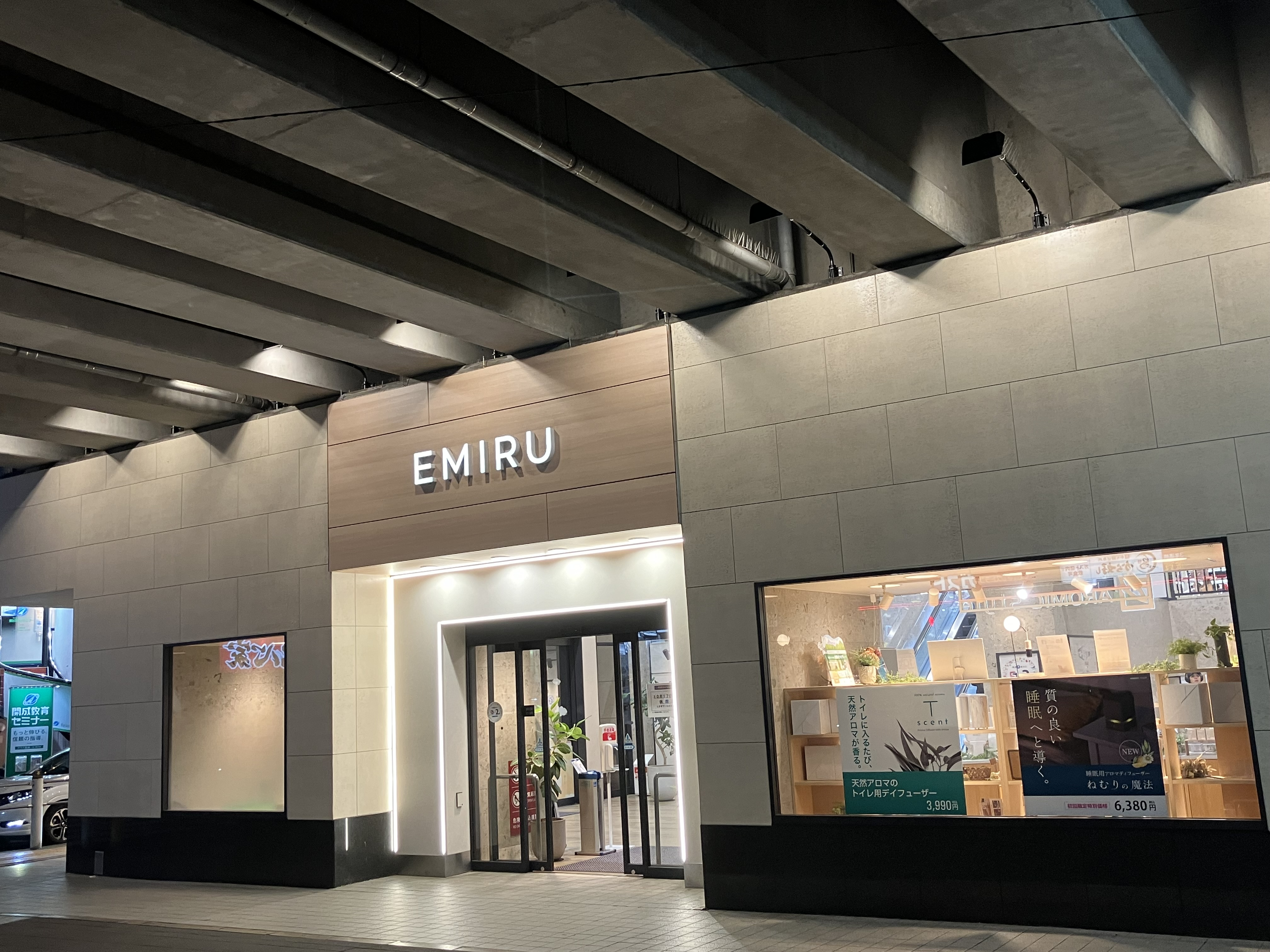
エミル高槻西側出入口
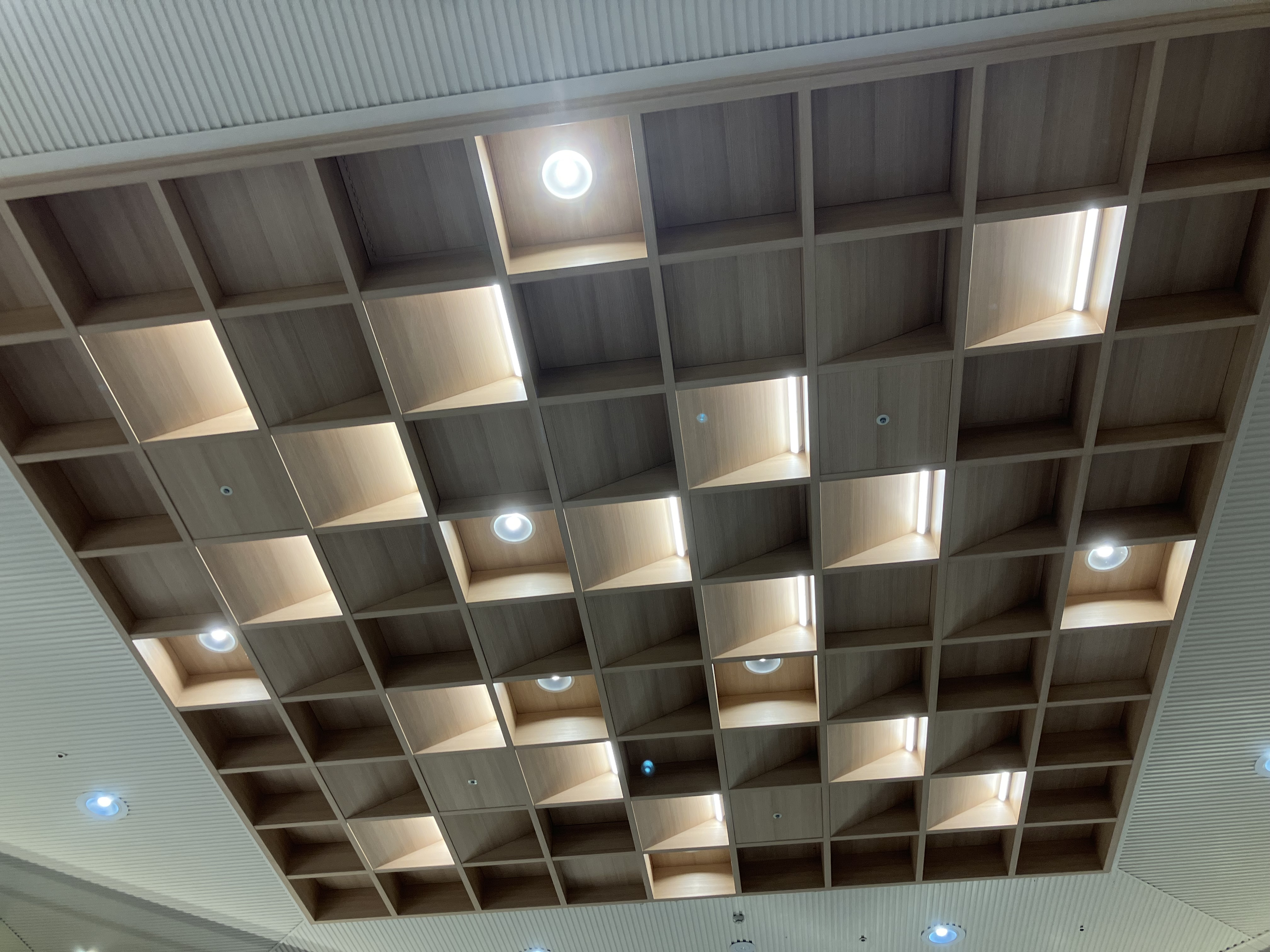
エミル高槻整備に伴い美装化されたコンコースの天井

高架下の駅ナカ商業施設は『EMIRU TAKATSUKI（エミル高槻）』と名付けられ、阪急電鉄が運営している。スーパー（KOHYO）、飲食店、雑貨店、ファッション店、エステ（TBC）、スポーツクラブ（KONAMI）、理容室（QBハウス）、銀行（りそな銀行）などが入居する。
1993年の創業から2020年までは「ミング・阪急高槻」として運営されており、同年11月20日のリニューアルオープンから現在の名称となった。リニューアル工事の際は店舗の入れ替えに加え、駅改札前の空間を含めた美装工事を行っている。
ミング時代は高槻市の行政サービスコーナーがあり、各種証明書の発行が可能であったが、2017年9月30日をもって閉鎖されている。この跡地は高槻市観光情報コーナー、高槻市営バス案内所になっている。また、高槻市立図書館の図書返却ポストも設置されている。

## ダイヤ

### 緩急接続について
日中は土休日の下りを除いて特急と準急との緩急接続が行われている。
土休日下りは当駅始発の普通と準急・特急が対面連絡する。特急・準急の連絡は次の停車駅である茨木市駅で行われている。なお2019年のダイヤ改正までは平日も下りの特急と準急の連絡が行われていなかった。

### 当駅発着列車について
普通については大阪梅田・天下茶屋方面からの列車で当駅で折り返す便が多数設定されている。Osaka Metro堺筋線の天下茶屋駅発着の普通列車は朝夕の京都河原町駅発着列車を除き全て当駅発着である。日中は大阪梅田駅発着便を含めた普通の全てが当駅で折り返す。平日朝には当駅始発の普通京都河原町行きが、土休日深夜には京都河原町からの当駅止まりの普通が設定されている。
定期列車でOsaka Metroの車両の乗り入れは当駅が東限である。このため天下茶屋発着で当駅を跨いで運行される列車は全て阪急の車両による運行である。
一方で準急以上の当駅発着列車は非常に少なく、2022年改正の現行ダイヤでは朝に当駅始発の準急大阪梅田行きが1本設定されているのみである。ただし2022年12月16日までは深夜には当駅止まりの下り快速急行が設定されていた他、2019年のダイヤ改正までは平日夜間に当駅止まりの上り準急も運行されていた。
多くの普通が当駅で折り返すのをカバーするため、準急は当駅から京都河原町寄りの各駅に停車する。

## 利用状況
2023年（令和5年）の1日あたりの通年平均乗降人員は54,273人で、阪急電鉄全線で7位である。
京阪間は全体的にJR京都線との競合で劣勢を強いられているが、JRと阪急の駅が近接している高槻市内は比較的その傾向が強く、当駅についてはJR高槻駅の半数程度の利用客数にとどまっている。

### 年次別利用状況
各年次の乗降人員の推移は下表の通り。2015年までは平日限定、2016年以降は通年平均となっている。
| /        | 年次               | 乗車人員 | 降車人員 | 乗降人員 | 順位 | 出典        |
| -------- | ------------------ | -------- | -------- | -------- | ---- | ----------- |
| 平日限定 | 2007年（平成19年） | 31,977   | 32,091   | 64,068   | 8位  | [ 阪急 1 ]  |
| 平日限定 | 2008年（平成20年） | 31,698   | 31,807   | 63,505   | 8位  | [ 阪急 2 ]  |
| 平日限定 | 2009年（平成21年） | 30,937   | 31,048   | 61,985   | 8位  | [ 阪急 3 ]  |
| 平日限定 | 2010年（平成22年） | 31,265   | 31,325   | 62,590   | 8位  | [ 阪急 4 ]  |
| 平日限定 | 2011年（平成23年） | 31,368   | 31,486   | 62,854   | 8位  | [ 阪急 5 ]  |
| 平日限定 | 2012年（平成24年） | 31,740   | 31,816   | 63,556   | 8位  | [ 阪急 6 ]  |
| 平日限定 | 2013年（平成25年） | 31,956   | 32,023   | 63,979   | 8位  | [ 阪急 7 ]  |
| 平日限定 | 2014年（平成26年） | 32,142   | 32,182   | 64,324   | 8位  | [ 阪急 8 ]  |
| 平日限定 | 2015年（平成27年） | 32,381   | 32,443   | 64,824   | 8位  | [ 阪急 9 ]  |
| 通年平均 | 2016年（平成28年） | 29,025   | 29,100   | 58,125   | 8位  | [ 阪急 10 ] |
| 通年平均 | 2017年（平成29年） | -        | -        | 58,812   | 8位  | [ 阪急 11 ] |
| 通年平均 | 2018年（平成30年） | -        | -        | 57,819   | 8位  | [ 阪急 12 ] |
| 通年平均 | 2019年（令和元年） | -        | -        | 57,928   | 7位  | [ 阪急 13 ] |
| 通年平均 | 2020年（令和02年） | -        | -        | 44,354   | 7位  | [ 阪急 14 ] |
| 通年平均 | 2021年（令和03年） | -        | -        | 46,012   | 7位  | [ 阪急 15 ] |
| 通年平均 | 2022年（令和04年） | -        | -        | 50,262   | 7位  | [ 阪急 16 ] |
| 通年平均 | 2023年（令和05年） | -        | -        | 54,273   | 7位  |             |

### 年度別利用状況
各年度の利用状況は下表の通り。特定日の利用者数は大阪府統計年鑑、年間利用者数は高槻市統計書による。
| 年度               | 特定日   | 特定日   | 特定日   | 年間（単位：千人） | 年間（単位：千人） | 出典          | 出典          |
| 年度               | 乗車人員 | 降車人員 | 乗降人員 | 乗車人員           | 降車人員           | 大阪府        | 高槻市        |
| ------------------ | -------- | -------- | -------- | ------------------ | ------------------ | ------------- | ------------- |
| 1966年（昭和41年） | 19,402   | -        | -        | -                  | -                  | [ 大阪府 1 ]  | -             |
| 1967年（昭和42年） | 23,776   | -        | -        | -                  | -                  | [ 大阪府 2 ]  | -             |
| 1968年（昭和43年） | 23,167   | -        | -        | -                  | -                  | [ 大阪府 3 ]  | -             |
| 1969年（昭和44年） | 25,685   | -        | -        | -                  | -                  | [ 大阪府 4 ]  | -             |
| 1970年（昭和45年） | 28,591   | -        | -        | -                  | -                  | [ 大阪府 5 ]  | -             |
| 1971年（昭和46年） | 30,155   | -        | -        | -                  | -                  | [ 大阪府 6 ]  | -             |
| 1972年（昭和47年） | 30,846   | -        | -        | -                  | -                  | [ 大阪府 7 ]  | -             |
| 1973年（昭和48年） | 31,535   | -        | -        | -                  | -                  | [ 大阪府 8 ]  | -             |
| 1974年（昭和49年） | 32,154   | -        | -        | -                  | -                  | [ 大阪府 9 ]  | -             |
| 1975年（昭和50年） | 32,695   | -        | -        | -                  | -                  | [ 大阪府 10 ] | -             |
| 1976年（昭和51年） | 34,045   | -        | -        | -                  | -                  | [ 大阪府 11 ] | -             |
| 1977年（昭和52年） | 36,359   | -        | -        | -                  | -                  | [ 大阪府 12 ] | -             |
| 1978年（昭和53年） | 35,142   | -        | -        | -                  | -                  | [ 大阪府 13 ] | -             |
| 1979年（昭和54年） | 39,343   | -        | -        | -                  | -                  | [ 大阪府 14 ] | -             |
| 1980年（昭和55年） | 40,798   | -        | -        | -                  | -                  | [ 大阪府 15 ] | -             |
| 1981年（昭和56年） | 39,439   | -        | -        | -                  | -                  | [ 大阪府 16 ] | -             |
| 1982年（昭和57年） | 39,823   | 39,303   | 79,126   | -                  | -                  | [ 大阪府 17 ] | -             |
| 1983年（昭和58年） | 43,614   | 45,312   | 88,926   | -                  | -                  | [ 大阪府 18 ] | -             |
| 1984年（昭和59年） | 39,704   | 41,169   | 80,873   | -                  | -                  | [ 大阪府 19 ] | -             |
| 1985年（昭和60年） | 38,734   | 41,080   | 79,814   | -                  | -                  | [ 大阪府 20 ] | -             |
| 1986年（昭和61年） | 39,778   | 42,364   | 82,142   | -                  | -                  | [ 大阪府 21 ] | -             |
| 1987年（昭和62年） | 41,068   | 41,954   | 83,022   | -                  | -                  | [ 大阪府 22 ] | -             |
| 1988年（昭和63年） | 40,610   | 38,135   | 78,745   | -                  | -                  | [ 大阪府 23 ] | -             |
| 1989年（平成元年） | -        | -        | -        | -                  | -                  | [ 大阪府 24 ] | -             |
| 1990年（平成02年） | 38,294   | 38,316   | 76,610   | -                  | -                  | [ 大阪府 25 ] | -             |
| 1991年（平成03年） | -        | -        | -        | -                  | -                  | [ 大阪府 26 ] | -             |
| 1992年（平成04年） | 36,363   | 34,997   | 71,360   | -                  | -                  | [ 大阪府 27 ] | -             |
| 1993年（平成05年） | -        | -        | -        | -                  | -                  | [ 大阪府 28 ] | -             |
| 1994年（平成06年） | -        | -        | -        | -                  | -                  | [ 大阪府 29 ] | -             |
| 1995年（平成07年） | 34,290   | 35,137   | 69,427   | -                  | -                  | [ 大阪府 30 ] | -             |
| 1996年（平成08年） | 37,154   | 37,933   | 75,087   | -                  | -                  | [ 大阪府 31 ] | -             |
| 1997年（平成09年） | 37,223   | 38,414   | 75,637   | -                  | -                  | [ 大阪府 32 ] | -             |
| 1998年（平成10年） | 37,338   | 39,233   | 76,571   | -                  | -                  | [ 大阪府 33 ] | -             |
| 1999年（平成11年） | -        | -        | -        | -                  | -                  | [ 大阪府 34 ] | -             |
| 2000年（平成12年） | 35,273   | 35,344   | 70,617   | -                  | -                  | [ 大阪府 35 ] | -             |
| 2001年（平成13年） | 34,260   | 34,636   | 68,896   | -                  | -                  | [ 大阪府 36 ] | -             |
| 2002年（平成14年） | 33,542   | 33,869   | 67,411   | -                  | -                  | [ 大阪府 37 ] | -             |
| 2003年（平成15年） | 31,681   | 32,258   | 63,939   | -                  | -                  | [ 大阪府 38 ] | -             |
| 2004年（平成16年） | 31,607   | 32,487   | 64,094   | -                  | -                  | [ 大阪府 39 ] | -             |
| 2005年（平成17年） | 33,106   | 33,554   | 66,660   | -                  | -                  | [ 大阪府 40 ] | -             |
| 2006年（平成18年） | 31,743   | 32,038   | 63,781   | -                  | -                  | [ 大阪府 41 ] | -             |
| 2007年（平成19年） | 32,481   | 32,820   | 65,301   | 12,881             | 12,924             | [ 大阪府 42 ] | [ 高槻市 1 ]  |
| 2008年（平成20年） | 31,440   | 31,989   | 63,429   | 13,067             | 13,132             | [ 大阪府 43 ] | [ 高槻市 1 ]  |
| 2009年（平成21年） | 29,619   | 30,599   | 60,218   | 12,206             | 12,389             | [ 大阪府 44 ] | [ 高槻市 1 ]  |
| 2010年（平成22年） | 30,094   | 31,159   | 61,253   | 11,678             | 12,094             | [ 大阪府 45 ] | [ 高槻市 1 ]  |
| 2011年（平成23年） | 30,887   | 31,972   | 62,859   | 12,149             | 12,518             | [ 大阪府 46 ] | [ 高槻市 1 ]  |
| 2012年（平成24年） | 30,511   | 31,604   | 62,115   | 12,396             | 12,699             | [ 大阪府 47 ] | [ 高槻市 2 ]  |
| 2013年（平成25年） | 30,937   | 32,230   | 63,167   | 12,504             | 12,732             | [ 大阪府 48 ] | [ 高槻市 3 ]  |
| 2014年（平成26年） | 30,720   | 32,138   | 62,858   | 12,721             | 12,991             | [ 大阪府 49 ] | [ 高槻市 4 ]  |
| 2015年（平成27年） | 31,474   | 32,994   | 64,468   | 12,688             | 12,859             | [ 大阪府 50 ] | [ 高槻市 5 ]  |
| 2016年（平成28年） | 31,342   | 32,919   | 64,261   | 12,803             | 13,154             | [ 大阪府 51 ] | [ 高槻市 6 ]  |
| 2017年（平成29年） | 31,304   | 32,869   | 64,173   | 12,897             | 13,290             | [ 大阪府 52 ] | [ 高槻市 7 ]  |
| 2018年（平成30年） | 30,642   | 32,483   | 63,125   | 12,784             | 13,209             | [ 大阪府 53 ] | [ 高槻市 8 ]  |
| 2019年（令和元年） | 32,305   | 32,570   | 64,875   | 12,551             | 13,003             | [ 大阪府 54 ] | [ 高槻市 9 ]  |
| 2020年（令和02年） | 28,477   | 28,582   | 57,059   | 9,154              | 9,600              | [ 大阪府 55 ] | [ 高槻市 10 ] |
| 2021年（令和03年） | 29,169   | 29,321   | 58,490   | 10,043             | 10,471             | [ 大阪府 56 ] | [ 高槻市 11 ] |
| 2022年（令和04年） | 29,861   | 29,971   | 59,832   | 11,267             | 11,837             | [ 大阪府 57 ] | [ 高槻市 12 ] |

## 駅周辺
中小商店などが立ち並ぶ。
1階コンコース（東西自由通路）と、梅田寄りの高架下広場、北口駅前の噴水広場は、毎年ゴールデンウィークに開催される「高槻ジャズストリート」の演奏会場となっている。

### 北口方面

#### 当駅〜JR高槻駅間の商店街
西日本旅客鉄道（JR西日本）東海道本線（JR京都線）高槻駅は、距離にして約700 m離れている（徒歩9分程度）。乗り換え検索サイト・ソフトの一部には、両駅間を乗り換え駅として案内するものもある。JR高槻駅と当駅の間を複数の商店街が結んでおり、高槻市街地の中核を形成する。
- 高槻センター街
- たかつき本通り商店街
- たかつき中通り商店街

#### JR高槻駅近辺
以下はJR駅の周辺（一部はJR線の北側）にあるが、当駅からでもアクセス可能。
- 高槻駅前郵便局
  - ゆうちょ銀行高槻店
- 高槻阪急（阪急百貨店）
- グリーンプラザたかつき（松坂屋高槻店）
- アクトアモーレ（アル・プラザ高槻）
  - 高槻アレックスシネマ
- 関西大学高槻ミューズキャンパス
  - 関西大学初等部・中等部・高等部
  - 高槻市立図書館 ミューズ子ども分室
- クロスパル高槻
  - 高槻市立図書館 駅前図書コーナー
  - 高槻市パスポートセンター
  - 男女共同参画センター
  - ハローワークコーナー
  - 青少年センター
  - イベントホール

#### 当駅近辺
- 大阪医科薬科大学・大阪医科薬科大学病院
  - 関西BNCT共同医療センター
- 八丁松原
- 安満遺跡公園

### 南口方面
駅南側には大阪外環状線を構成する国道170号と国道171号が走っている。この2つが交差し、かつ前者の起点である「八丁畷交差点」が近隣に位置する。
7号出入口すぐの位置には阪急タクシーののりばも設置されている。

#### 商業関係
当駅から国道171号線方面へ向かって商店街が伸びている。
- 城北通商店街
- 阪急高槻南商店街

#### 文教施設
- 高槻中学校・高等学校
- 大阪府立槻の木高等学校
- 高槻市立第一中学校
- 高槻市立城南中学校
- 高槻市立高槻小学校
- 高槻市立桃園小学校
- 高槻市立松原小学校
- 高槻市立大冠小学校

#### 市の施設
- 高槻市役所
  - 高槻市立中央図書館
- 高槻市消防本部・中消防署
- 高槻市保健所

#### 高槻城関係
- 高槻城跡公園
- 高槻城公園芸術文化劇場（旧：高槻現代劇場）
- 高槻市立しろあと歴史館
- 高槻市立歴史民俗資料館
- 野見神社

#### その他
- 高槻南阪急ビル
- 大阪府高槻警察署
- 国土交通省 大阪国道事務所 高槻維持出張所
- 高槻郵便局
- 高槻城北郵便局
- 高槻自動車教習所（無料送迎バスあり）

### 阪急駐輪センター
当駅付近の阪急駐輪センターは6箇所あり、阪急全駅で最多となっている（次点は上新庄駅の5箇所）。
全て駅高架下にあり、阪急みずき通り側に出入口がある。駅西側から浄因寺・城北第二・城北第一、当駅を挟んで高槻・八丁畷第一・八丁畷第二の順に並ぶ。
城北第二・第一・高槻・八丁畷第一は有人だが、浄因寺・八丁畷第二は無人であり問い合わせ先としてそれぞれ城北第二・八丁畷第一が指定されている。
浄因寺駐輪センターは高槻市役所付近、八丁畷第一・第二駐輪センターは八丁畷交番前交差点以東にあり駅からは距離がある。

## バス路線
北口に高槻市営バス、北口と南口に京阪バスが乗り入れている。北口は駅前のみずき通り沿いにのりばが6つあるが、南口は周辺の道路が狭隘なため2つしかない。
阪急電鉄系の阪急バスは乗り入れていない。過去には同社の深夜急行バスが降車のみの扱いで乗り入れていたが、2017年4月1日から取り止めた。

### 高槻市営バス

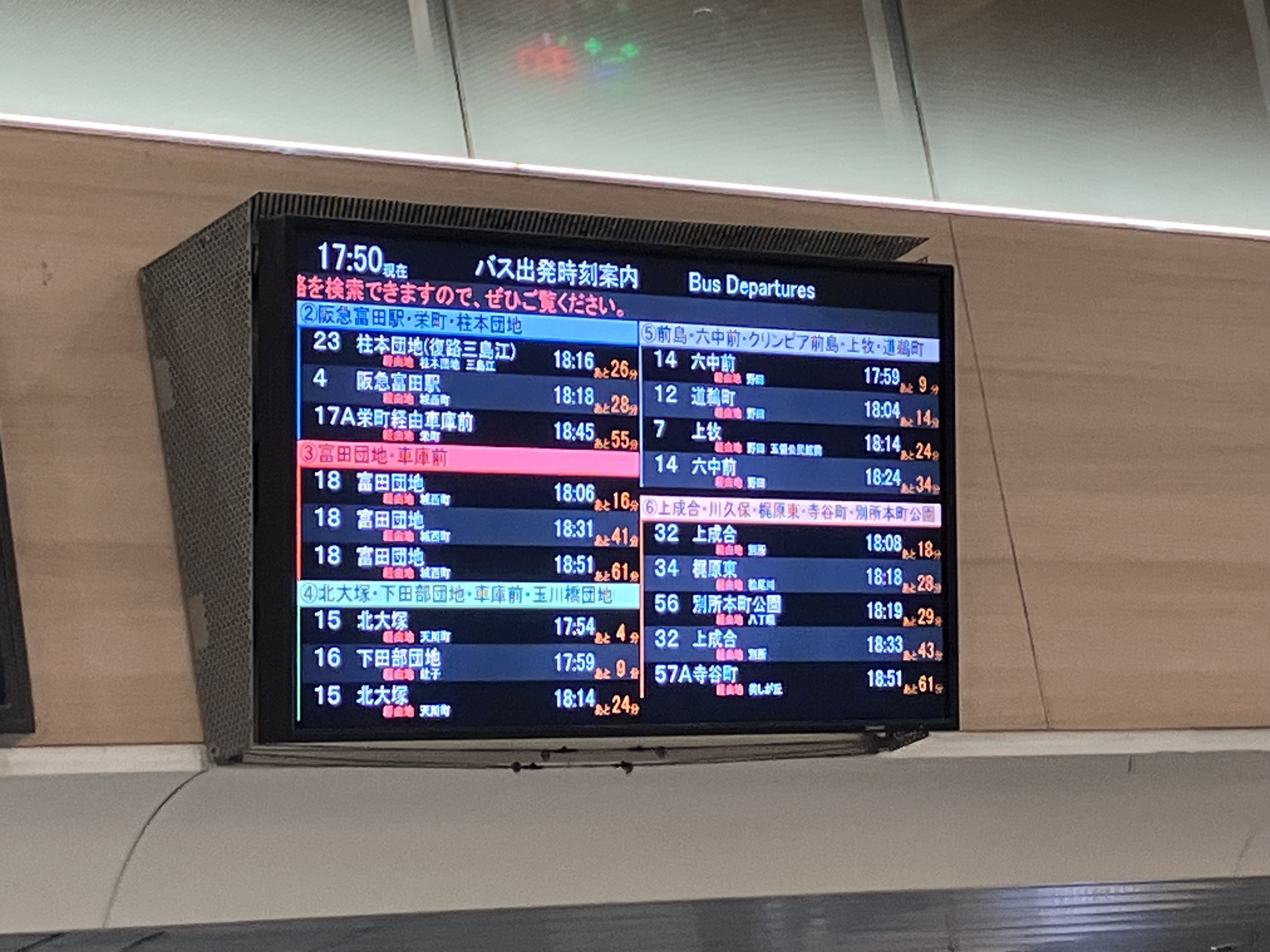
市営バス出発時刻案内モニター

停留所名は「阪急高槻駅」。駅舎側に1〜3番のりば、反対側に4〜6番のりばが並ぶ。
定期路線については基本的に芝生営業所が管轄しているが、美しが丘線57Aのみ緑が丘営業所が担当している。
6番のりばを除きJR線より南側からの路線しか乗り入れておらず、当停留所に乗り入れない多くの北側路線と阪急電車を乗り継ぐ場合は基本的にJR高槻駅北停留所から当駅まで徒歩連絡となる。
北側の駅出口付近に市営バス案内ディスプレイが設置されているが、1番のりば・5番のりばのJR高槻駅南行きについては表示されない。各方面行きの案内のみ利用できる。
| のりば | 路線名         | 系統・行先            | 備考                                             |
| ------ | -------------- | --------------------- | ------------------------------------------------ |
| 1      |                | 1・1A・1c：JR高槻駅南 | 4・5番のりば発の路線の復路                       |
| 2      | 富田南線       | 4：阪急富田駅         |                                                  |
| 2      | 栄町線         | 17A：車庫前           | 栄町経由                                         |
| 2      | 柱本・三島江線 | 22：柱本団地          | 基本的に循環運行を行う。夜間に柱本団地止まりあり |
| 2      | 柱本・三島江線 | 23：柱本団地          | 復路で三島江を経由。他は「22」と同様             |
| 3      | 富田団地線     | 18：富田団地          |                                                  |
| 3      | 富田団地線     | 17：車庫前            | 平日1本のみ                                      |
| 4      | 大塚線         | 15：北大塚            |                                                  |
| 4      | 大塚線         | 15A：北大塚           | 野田・六中前経由、平日1本のみ                    |
| 4      | 下田部線       | 16：下田部団地        |                                                  |
| 4      | 下田部線       | 17B：車庫前           | 下田部団地経由                                   |
| 4      | 玉川橋線       | 19：玉川橋団地        |                                                  |
| 5      | 前島・六中線   | 10c：安満遺跡公園東   | 土休日日中のみ                                   |
| 5      | 前島・六中線   | 13c：前島             |                                                  |
| 5      | 前島・六中線   | 14：六中前            |                                                  |
| 5      | 前島・六中線   | 20：クリンピア前島    | 本数わずか                                       |
| 5      | 道鵜線         | 12：道鵜町            |                                                  |
| 5      | 道鵜線         | 7：上牧               | 循環運行を行う                                   |
| 5      | 道鵜線         | 7A：上牧              | 道鵜町経由。他は「7」と同様（本数わずか）        |
| 5      |                | 1・1A・1B：JR高槻駅南 | 2・3番のりば発の路線の復路                       |
| 6      | 成合・川久保線 | 32：上成合            |                                                  |
| 6      | 成合・川久保線 | 33：川久保            | 整理券車（対キロ制運賃）                         |
| 6      | 梶原線         | 34：梶原東            |                                                  |
| 6      | 美しが丘線     | 56：別所本町公園北    |                                                  |
| 6      | 美しが丘線     | 57A：寺谷町           | 美しが丘経由。緑が丘営業所の管轄                 |

#### 市営バス利用状況
2023年度の年間乗降客数は2,320,638人（1日あたり6,341人）で、市営バスではJR高槻駅北・JR高槻駅南・JR富田駅に次いで4番目に多い。
近年の年間利用状況は下表の通り。
| 年度               | 乗降人員  | 1日平均 | 順位 | 出典           |
| ------------------ | --------- | ------- | ---- | -------------- |
| 2019年（令和元年） | 2,649,207 | 7,238   | 4位  | [ 市営バス 1 ] |
| 2020年（令和02年） | 1,970,560 | 5,399   | 3位  | [ 市営バス 2 ] |
| 2021年（令和03年） | 1,935,988 | 5,304   | 4位  | [ 市営バス 3 ] |
| 2022年（令和04年） | 2,214,924 | 6,068   | 4位  | [ 市営バス 4 ] |
| 2023年（令和05年） | 2,320,638 | 6,341   | 4位  | [ 市営バス 5 ] |

### 京阪バス

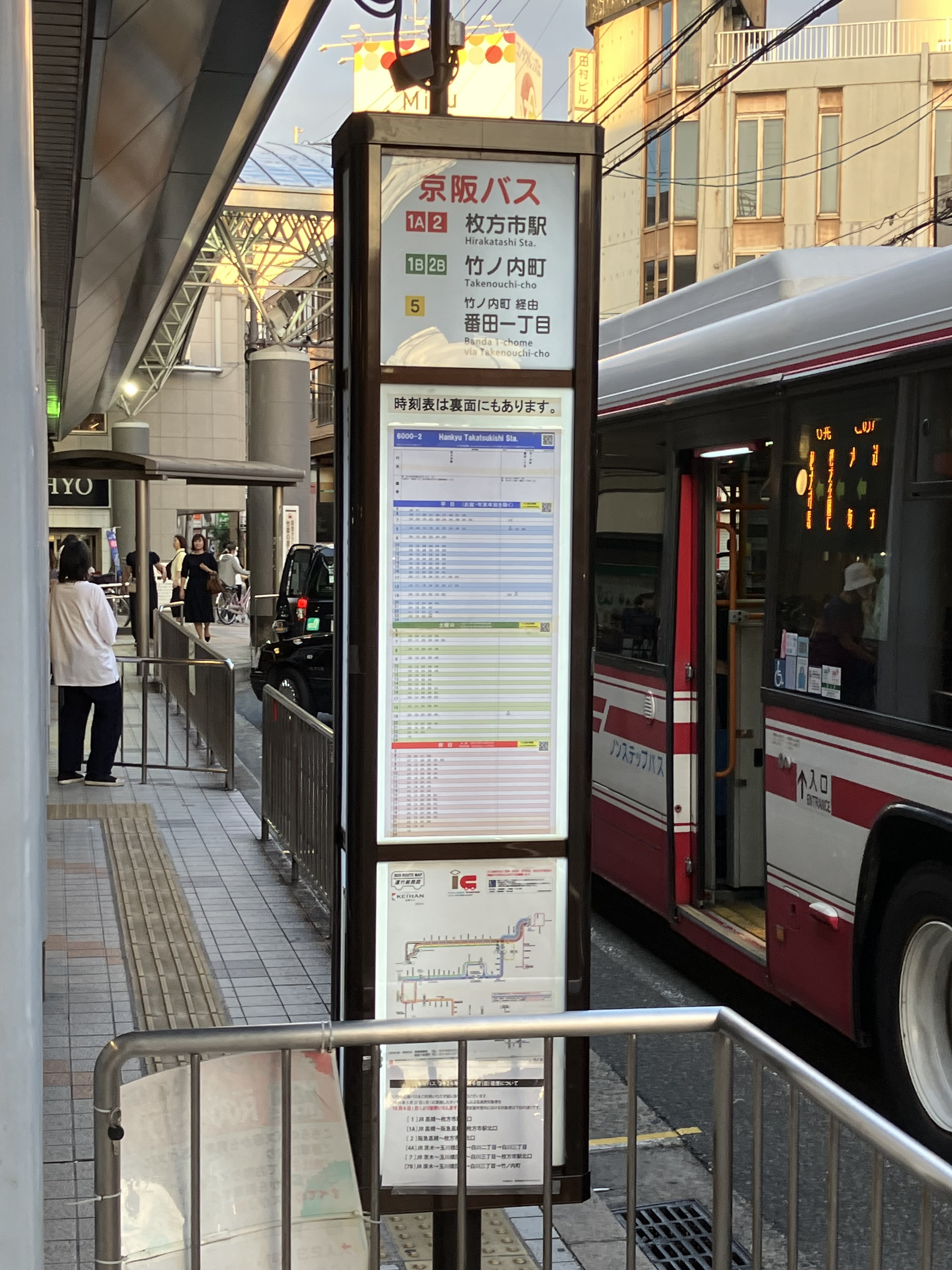
京阪バス南側のりばの標柱
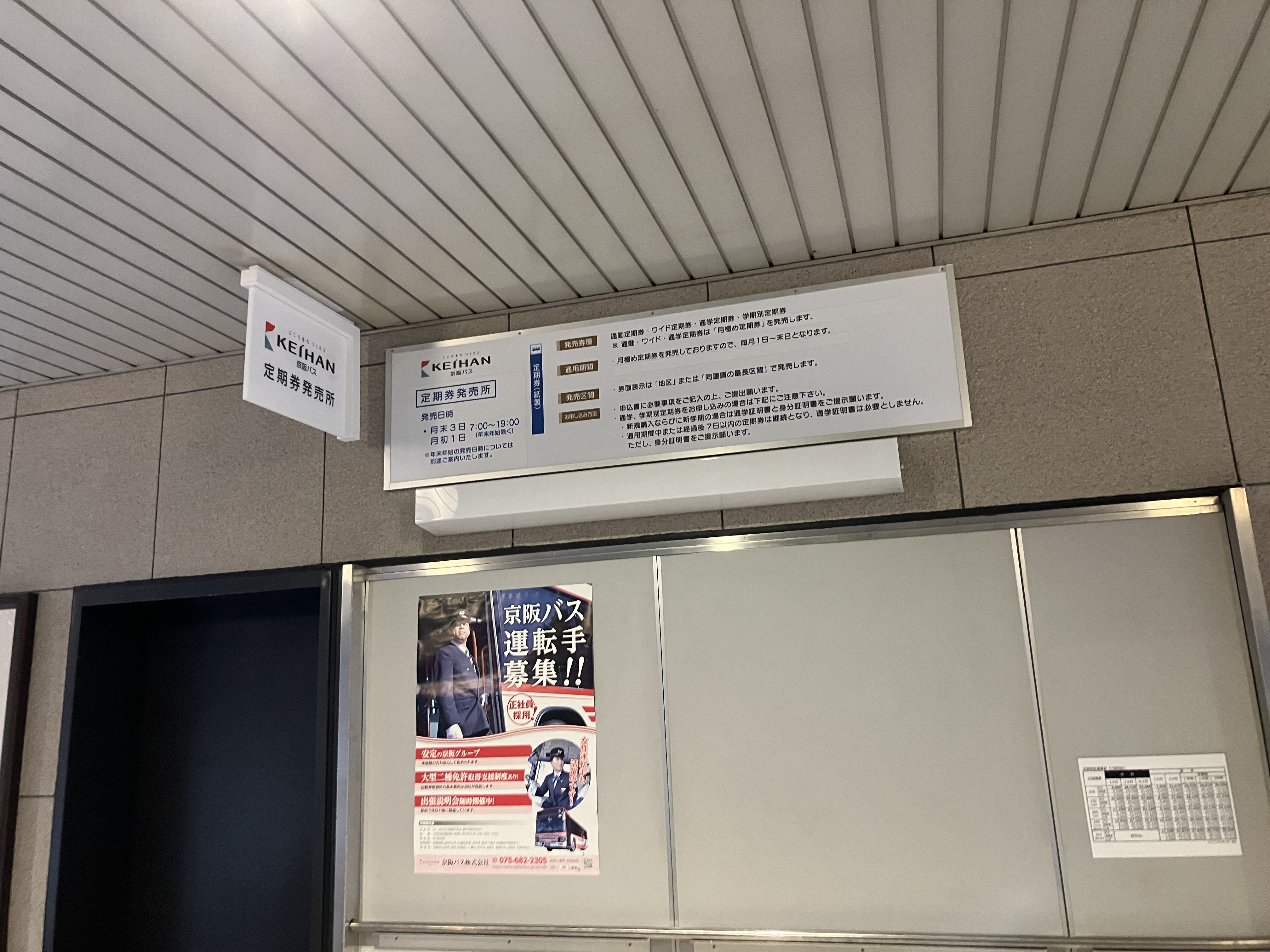
定期券うりば

停留所名は「阪急高槻」で、国道170号線経由で高槻市中南部や枚方市内へ向かう路線が乗り入れる。高槻営業所の担当。
基本的には駅南口（阪急高架下）のりばを使用する。当停留所の前後では商店などが密集する狭い道路を徐行で通過する。
南口のりば後方には定期券うりばがあり、月末3日・月始1日のみ営業している。
駅北口のりばは市営バス1番のりばと同位置にあり、早朝時間帯以外の阪急高槻経由JR高槻方面行きが使用する。駅南口のからふね屋珈琲前のりばは早朝時間帯のJR高槻行きのみ使用。
南側の駅出口付近に京阪バス案内ディスプレイが設置されているが、からふね屋珈琲前のりば発の便については南口側ののりばでありながら北口のりばと同一の枠に表示される。
停留所コードは6000。
| のりば                      | 路線名     | 系統・行先             | 備考                                     |
| --------------------------- | ---------- | ---------------------- | ---------------------------------------- |
| 駅北口                      | 枚方高槻線 | 1A号経路：JR高槻       |                                          |
| 駅南口 （阪急高架下）       | 枚方高槻線 | 1A号経路：枚方市駅北口 | 平日最終便は深夜バス（運賃倍額）         |
| 駅南口 （阪急高架下）       | 枚方高槻線 | 2号経路：枚方市駅北口  | 当停留所始発                             |
| 駅南口 （阪急高架下）       | 枚方高槻線 | 2B号経路：竹ノ内町     |                                          |
| 駅南口 （阪急高架下）       | 枚方高槻線 | 5号経路：番田一丁目    | 本数わずか                               |
| 駅南口 （からふね屋珈琲前） | 枚方高槻線 | 1A号経路：JR高槻       | 朝に運行される便のみ、当のりばに発着する |
| 駅南口 （からふね屋珈琲前） | 枚方高槻線 | 1B号経路：JR高槻       | 1日1本のみ                               |

#### 京阪バス利用状況
2022年度の乗降客数は1,764,357人（乗車人員862,911人・降車人員901,446人、1日あたりの乗降客数は4,834人）。枚方高槻線はドル箱路線であり、他の路線は乗り入れていないが1路線だけで市営バスと大きく変わらない数字を記録している。
| 年度               | 乗車人員  | 降車人員  | 乗降人員  | 1日平均 | 出典          |
| ------------------ | --------- | --------- | --------- | ------- | ------------- |
| 2007年（平成19年） | 954,161   | 996,771   | 1,950,932 | 5,330   | [ 高槻市 1 ]  |
| 2008年（平成20年） | 982,621   | 1,026,503 | 2,009,124 | 5,504   | [ 高槻市 1 ]  |
| 2009年（平成21年） | 980,077   | 1,023,845 | 2,003,922 | 5,490   | [ 高槻市 1 ]  |
| 2010年（平成22年） | 1,004,882 | 1,049,758 | 2,054,640 | 5,629   | [ 高槻市 1 ]  |
| 2011年（平成23年） | 962,312   | 1,005,287 | 1,967,599 | 5,376   | [ 高槻市 1 ]  |
| 2012年（平成24年） | 954,467   | 997,092   | 1,951,559 | 5,347   | [ 高槻市 2 ]  |
| 2013年（平成25年） | 964,510   | 1,007,583 | 1,972,093 | 5,403   | [ 高槻市 3 ]  |
| 2014年（平成26年） | 970,712   | 1,014,061 | 1,984,773 | 5,438   | [ 高槻市 4 ]  |
| 2015年（平成27年） | 986,429   | 1,030,480 | 2,016,909 | 5,511   | [ 高槻市 5 ]  |
| 2016年（平成28年） | 1,006,018 | 1,050,944 | 2,056,962 | 5,636   | [ 高槻市 6 ]  |
| 2017年（平成29年） | 1,009,884 | 1,054,983 | 2,064,867 | 5,657   | [ 高槻市 7 ]  |
| 2018年（平成30年） | 1,000,617 | 1,045,302 | 2,045,919 | 5,605   | [ 高槻市 8 ]  |
| 2019年（令和元年） | 977,410   | 1,021,059 | 1,998,469 | 5,460   | [ 高槻市 9 ]  |
| 2020年（令和02年） | 744,474   | 777,720   | 1,522,194 | 4,170   | [ 高槻市 10 ] |
| 2021年（令和03年） | 774,499   | 809,086   | 1,583,585 | 4,339   | [ 高槻市 11 ] |
| 2022年（令和04年） | 862,911   | 901,446   | 1,764,357 | 4,834   | [ 高槻市 12 ] |

## 隣の駅
阪急電鉄
■京都本線
■快速特急
通過
■特急・■通勤特急・■準特急・■急行
茨木市駅 (HK-69) - 高槻市駅 (HK-72) - 長岡天神駅 (HK-77)
■準急（当駅から上牧方の各駅に停車）
茨木市駅 (HK-69) - 高槻市駅 (HK-72) - 上牧駅 (HK-73)
■普通
富田駅 (HK-71) - 高槻市駅 (HK-72) - 上牧駅 (HK-73)

### 記事本文